# Perspektive
Die Perspektive (auch perspektivische Darstellung, Raumdarstellung) (von lateinisch perspicere: deutlich erkennen, durchschauen, wahrnehmen; von lateinisch perspectus: bewährt, deutlich gesehen, erkannt) bezeichnet Gesetze und Methoden, um die dreidimensionale Wirklichkeit auf einer zweidimensionalen Fläche so abzubilden, dass der räumliche Eindruck erhalten bleibt. Die Perspektive findet in den Bereichen bildende Kunst, Architektur, Bühnendekoration, darstellende Geometrie (Mathematik), Film, Fotografie, Grafik-Design, digitale Medien und Maschinenkunde ihre Anwendung.

Im engeren Sinn ist mit Perspektive die Linearperspektive gemeint, ein Teilgebiet der darstellenden Geometrie. Die Linearperspektive (Parallel- und Zentralperspektive) schließt aber nicht alle wichtigen Erscheinungen ein, die das Auge als räumlichen Tatbestand erfasst. Deshalb zählen im weiteren Sinn auch andere Arten der Raumdarstellung (wie Beleuchtungsperspektive, Luftperspektive, Verdeckung usw.) zur Perspektive. Mit diesen Mitteln können Architekten, Künstler oder Techniker die dreidimensionale Wirklichkeit in einem ebenen Bild auch angenähert darstellen.

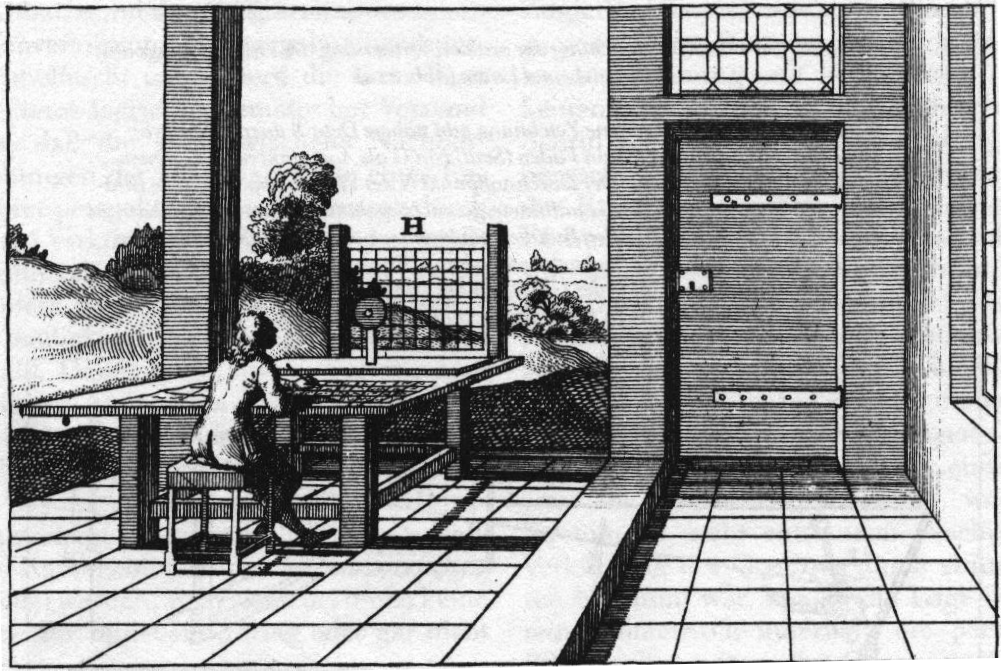
Fadengitter, Vorrichtung zum perspektivischen Zeichnen (1710)

## Perspektivische Wahrnehmung im realen Raum
Bei der visuellen Wahrnehmung des Menschen von Perspektive im realen Raum spielt der Sehwinkel eine Rolle. Näher am Auge befindliche Gegenstände werden auf der Netzhaut größer abgebildet, weiter entfernt befindliche Gegenstände kleiner (Größenperspektive). Da die messbare Größe der Gegenstände dabei gleich sein kann, spricht man auch von scheinbarer Größe. Das Wahrnehmen von Perspektive steht im Zusammenhang mit der Raumwahrnehmung. Stereoskopisches Sehen, Sehen mit beiden Augen, ist für die Wahrnehmung von Perspektive nicht erforderlich, es verstärkt aber den Eindruck vom Räumlichen. Unabhängig davon, ob die ins Auge einfallenden Lichtstrahlen aus einem dreidimensionalen Raum kommen oder von einem flächigen Bild, treffen sie das Innere des Auges auf einer Fläche, der Netzhaut. Was eine Person dabei sieht, beruht auf einer Rekonstruktion durch das visuelle System, in dem ein und dasselbe Netzhautbild sowohl zweidimensional als auch dreidimensional interpretiert werden kann. Wurde eine dreidimensionale Deutung erkannt, erhält diese den Vorzug und bestimmt verstärkt die Wahrnehmung.

## Einfache Mittel der Raumdarstellung
Unsere Seherfahrung zeigt, dass bei zwei gleich großen Gegenständen der entferntere höher steht, kleiner erscheint und oft durch den vorderen verdeckt wird. Diese Erfahrung lässt sich in zweidimensionalen Bildern direkt umsetzen.
1. Die Höhenstaffelung (auch Höhenunterschied, relative Höhe) ist die älteste und einfachste Perspektiveart. Objekte, die in einem Bild unten angeordnet sind, befinden sich vorne und solche, die sich weiter oben befinden, liegen hinten.
2. Bei der Größenperspektive (auch Größenabnahme, Größenunterschied, relative Größe, Verkürzung; englisch: size difference, size perspective) werden in der Realität gleich große Linien, Figuren und Formen kleiner dargestellt, wenn sie weiter weg liegen. Das heißt, größere Objekte erscheinen näher, während kleinere weiter entfernt erscheinen. Die Wiederholung von Objekten in unterschiedlicher Entfernung – und damit auch immer kleiner werdend – steigert die Raumwahrnehmung.
3. Auch die teilweise Verdeckung (auch Hintereinanderstaffelung, Kulissenwirkung, Superposition, Überdeckung, Überlappung, Überschneidung, Überschneidungsperspektive; englisch: overlapping) von hinteren Objekten durch vordere Objekte ist ein einfaches Tiefenmerkmal.[6] Die fehlenden Teile ergänzt unser Gehirn automatisch.

## Linearperspektive
Die Linearperspektive (auch lineare Perspektive, konstruierte Perspektive; englisch: linear perspective) ist ein Überbegriff für alle Methoden der perspektivischen Darstellung und Konstruktion von Körpern und Räumen mittels geometrisch-mathematischer Gesetze, Linien und Fluchtlinien. Sie ermöglicht es, realistische Darstellungen vor allem von rechtwinklig-kubigen Gegenständen – wie die meisten Architekturen oder Möbel – zu realisieren. Sie ist die gebräuchlichste Methode der Raumdarstellung. Zur Linearperspektive gehören die Parallel- und die Fluchtpunktperspektive. Der Vorteil der Parallelperspektive liegt darin, dass Maßverhältnisse leichter ablesbar sind. Die Fluchtpunktperspektive hingegen erzeugt von Gegenständen Bilder, die mit den Netzhautbildern zwar nicht übereinstimmen, ihnen aber nahekommen.

### Parallelperspektive
Bei der Parallelperspektive (auch Axonometrie, schräge Parallelprojektion, Schrägbild; englisch: axonometric projection, oblique projection, parallel perspective) werden in der Realität parallele Kanten und Linien auf einer ebenen Fläche parallel abgebildet. Sehstrahlen verlaufen parallel, raumparallele Kanten werden in der Projektion ebenfalls parallel abgebildet. Es gibt keine Fluchtpunkte. Dieser Effekt ist z. B. von Architekten erwünscht, die wollen, dass die Ansichten von Häusern unabhängig vom Blickwinkel immer gleich deutlich sind.
Treffen die Sehstrahlen (Projektionsstrahlen) rechtwinklig auf die Projektionsfläche, spricht man von Orthogonalprojektion (orthogonale Parallelprojektion). Auf drei Bildebenen entstehen jeweils Ansichten des Objektes – Vorderansicht, Seitenansicht und Draufsicht – (Dreitafelprojektion). Treffen die Sehstrahlen schräg auf die Projektionsfläche, spricht man von Axonometrie beziehungsweise schräger (schiefer oder schiefwinkliger) Parallelprojektion. Wichtige Sonderfälle der Axonometrie sind Isometrie, Kavalierperspektive, Militärperspektive und Ingenieur-Axonometrie.
1. Die Isometrie (nach DIN 5: "isometrische Axonometrie"; auch isometrische Ansicht, isometrische Normalprojektion, isometrische Perspektive; englisch: isometric perspective) gibt alle drei Seiten eines rechtwinkligen Körpers unverkürzt wieder. Diese verhalten sich zueinander wie 1:1:1, haben also einen gemeinsamen Maßstab (Isometrie). Beide in die Tiefe gehenden Linien verlaufen im Winkel von 30º zur Waagerechten und die Höhenlinien bleiben senkrecht. Diese Technik wird häufig in Architekturplänen, technischen Zeichnungen und Computerspielen verwendet, da sie keine Verzerrung aufweist und Maße direkt ablesbar sind.
2. Bei der Kavalierperspektive (auch Aufrissaxonometrie, Frontalriss, Kabinettperspektive, Reiterperspektive; englisch: cavalier perspective, französisch: Perspective cavalière) wird der Aufriss (meist die Frontansicht, seltener eine Seitenansicht) unverzerrt dargestellt. Die Tiefenlinien werden meist um die Hälfte verkürzt, seltener unverkürzt  dargestellt.[9]
3. Bei der Militärperspektive (auch Grundrissaxonometrie, Militärprojektion; englisch: military perspective) wird der Grundriss unverzerrt aufgetragen, meist auf der Ecke stehend im Winkel von 30 und 60 Grad. Senkrechte Strecken werden maßstabsgetreu abgebildet, manchmal aber auch verkürzt.
4. Bei der Ingenieurperspektive (auch Ingenieur-Axonometrie) bilden die Koordinatenachsen x und y einen Winkel von 42° bzw. 7° zur Waagerechten. Die z-Achse steht senkrecht. Die zur y- und z-Achse parallelen Linien sind unverzerrt, während Linien parallel zur x-Achse um die Hälfte verkürzt sind.[10]

### Fluchtpunktperspektive
Die Fluchtpunktperspektive (auch Punktperspektive, Zentralperspektive, Zentralprojektion; englisch: vanishing-point perspective) basiert auf einem geometrischen System, bei dem parallele Linien und Raumkanten in der Ferne konvergieren und sich in einem Fluchtpunkt meistens auf dem Horizont treffen. Nach Anzahl der Fluchtpunkte unterscheidet man drei Perspektivearten.
1. Bei der Einpunktperspektive (auch Einfluchtpunktperspektive, Frontalperspektive, Zentralperspektive [mit einem Fluchtpunkt]; englisch: one-point perspective) laufen alle, in die Tiefe gehenden Linien und Raumkanten in einem einzigen Fluchtpunkt zusammen, der meist auf dem Horizont liegt. Senkrechte und bildparallele waagerechte Linien und Raumkanten bleiben senkrecht bzw. waagerecht, das heißt die dem Betrachter zugewandten Flächen des Objektes sind bildparallel. Häufig liegen Erlebnisschwerpunkte eines Bildes im Bereich des Fluchtpunktes.[11]
2. Bei der Zweipunktperspektive (auch Übereckperspektive, Winkelperspektive, Zentralprojektion mit zwei Fluchtpunkten, 2-Punkt-Perspektive, Zweifluchtpunktperspektive, Zweispitzkonstruktion; englisch: two-point perspective) laufen die horizontalparallelen Linien zu zwei Fluchtpunkten, typischerweise an den Seiten des Bildes. In der Wirklichkeit senkrechte Linien bleiben senkrecht.
3. Bei der Dreipunktperspektive (auch Dreifluchtpunktperspektive, Zentralperspektive mit drei Fluchtpunkten; englisch: three-point perspective) gibt es zusätzlich zu den zwei seitlichen Fluchtpunkten einen dritten Fluchtpunkt, der nicht auf dem Horizont liegt und in dem sich die in der Wirklichkeit senkrechten Linien treffen. Dadurch werden die Höhe und die Tiefe betont.

## Beleuchtungsperspektive

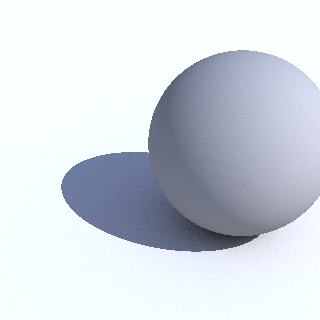
Beleuchtungsperspektive. Kugel mit Eigenschatten (auf der Kugel selbst) und Schlagschatten (auf dem Boden).

Die Beleuchtungsperspektive (auch Licht und Schatten [Schattenwirkung], Licht-Schatten-Modulation, Schatten, Schattenperspektive, Schattierung; englisch: shading and lighting) hilft unserem visuellen System, durch die Darstellung von Eigenschatten und Schlagschatten, die räumliche Form eines Gegenstandes und seine Position im Raum zu erfassen. Besonders wichtig ist der Schatten bei rundplastischen Formen, da diese nicht mit Hilfe der Linearperspektive dargestellt werden können.

## Fernefaktoren

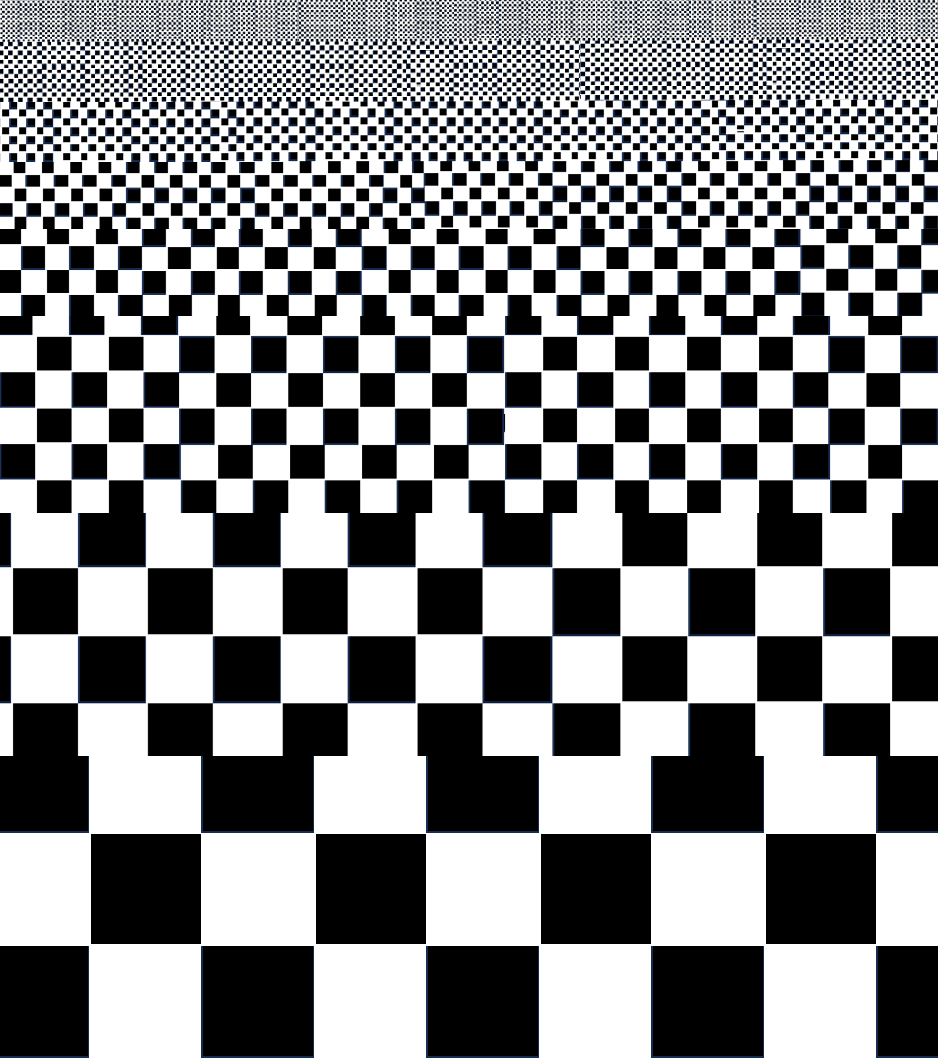
Texturperspektive. Das kleinere Quadratraster scheint weiter entfernt zu liegen.

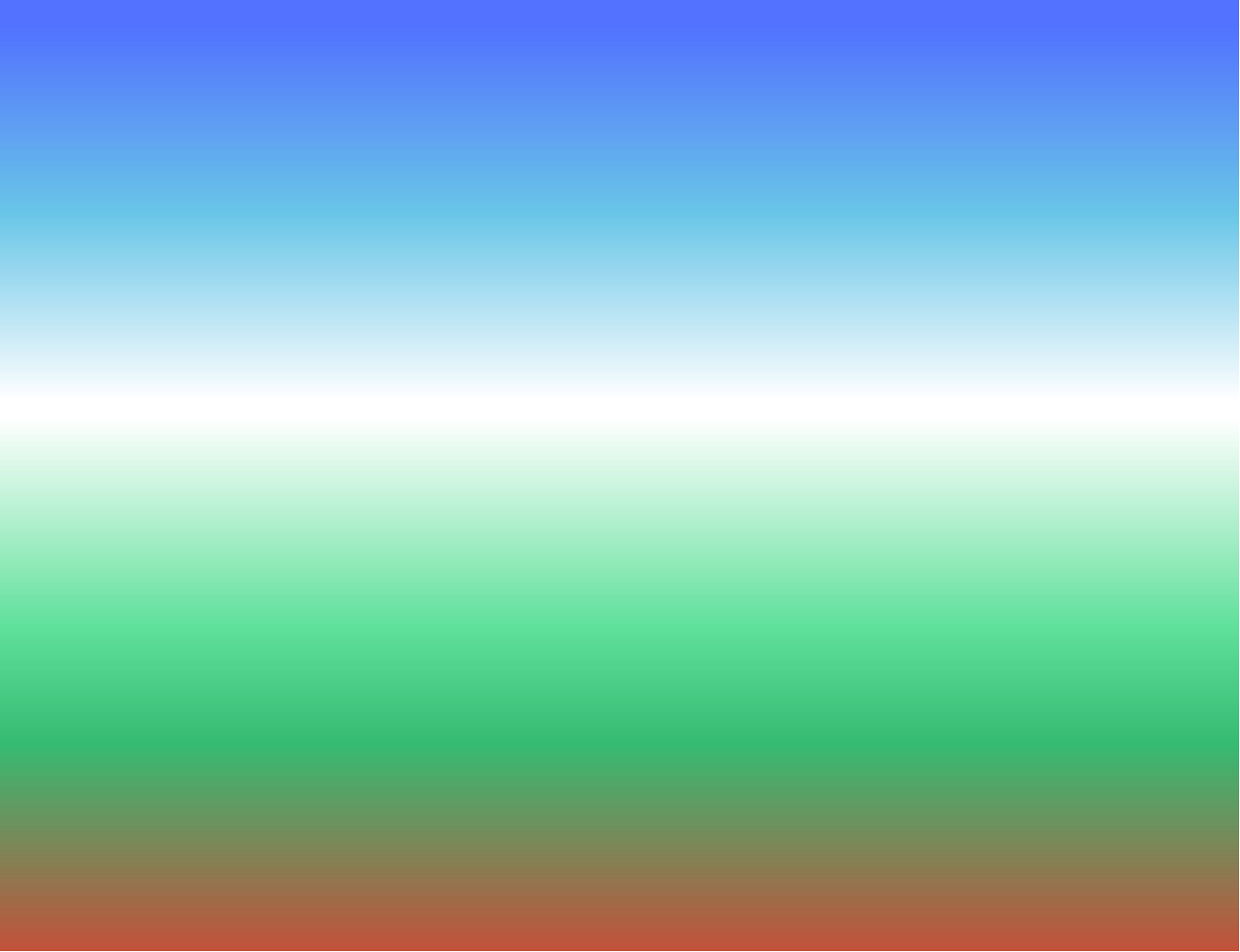
Luftperspektive. Entfernte Bereiche und Objekte erscheinen heller und blauer.

Fernefaktoren beschreiben die perspektivische Darstellung eines Gegenstandes, der weit entfernt ist. Neben der Größenperspektive gehören dazu die Textur-, die Luft- und die Farbperspektive.
1. Größenperspektive (siehe oben)
2. Die Texturperspektive (auch abnehmende Detailschärfe, Texturgradient, Strukturperspektive; englisch: texture gradient, texture perspective) beschreibt den Übergang von detaillierten Texturen (Strukturen und Muster von Oberflächen) im Vordergrund zu weniger detaillierten Texturen im Hintergrund. Je größer die Entfernung, desto kleiner und dichter sind die einzelnen Elemente.[12] Das heißt mit zunehmender Entfernung lassen sich weniger Details erkennen. Diese Technik findet sich oft bei Landschaftsdarstellungen und erhöht die Tiefenwirkung.
3. Die Luftperspektive (auch atmosphärische Perspektive, Verschleierungsperspektive; englisch: aerial perspective, atmospheric perspective) beschreibt die Methode, dass entfernte Objekte blasser und blauer dargestellt werden als nahe Objekte, um den Eindruck von Tiefe zu erzeugen.
4. Wie die Luftperspektive nutzt die Farbperspektive (auch Farbenperspektive; englisch: color perspective) Farben, um Tiefe zu erzeugen. Warme und leuchtende Farben (wie Rot und Gelb) erscheinen näher, während kühle und getrübte Farben (wie Blau, Grün und Grau) weiter entfernt wirken.

## Art der Ansicht

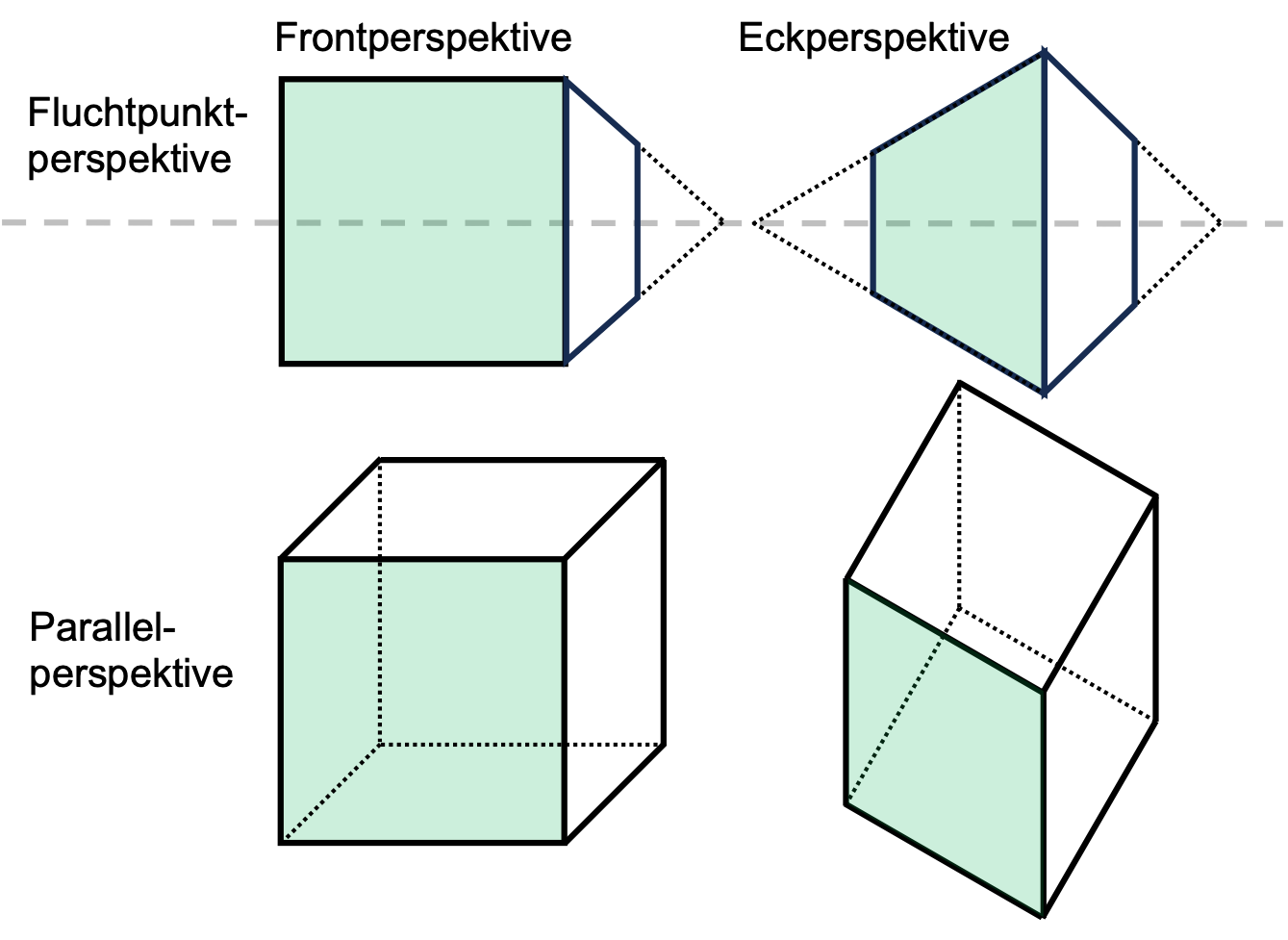
Würfel in Front- und Eckperspektive, sowohl als Fluchtpunkt- als auch als Parallelperspektive.

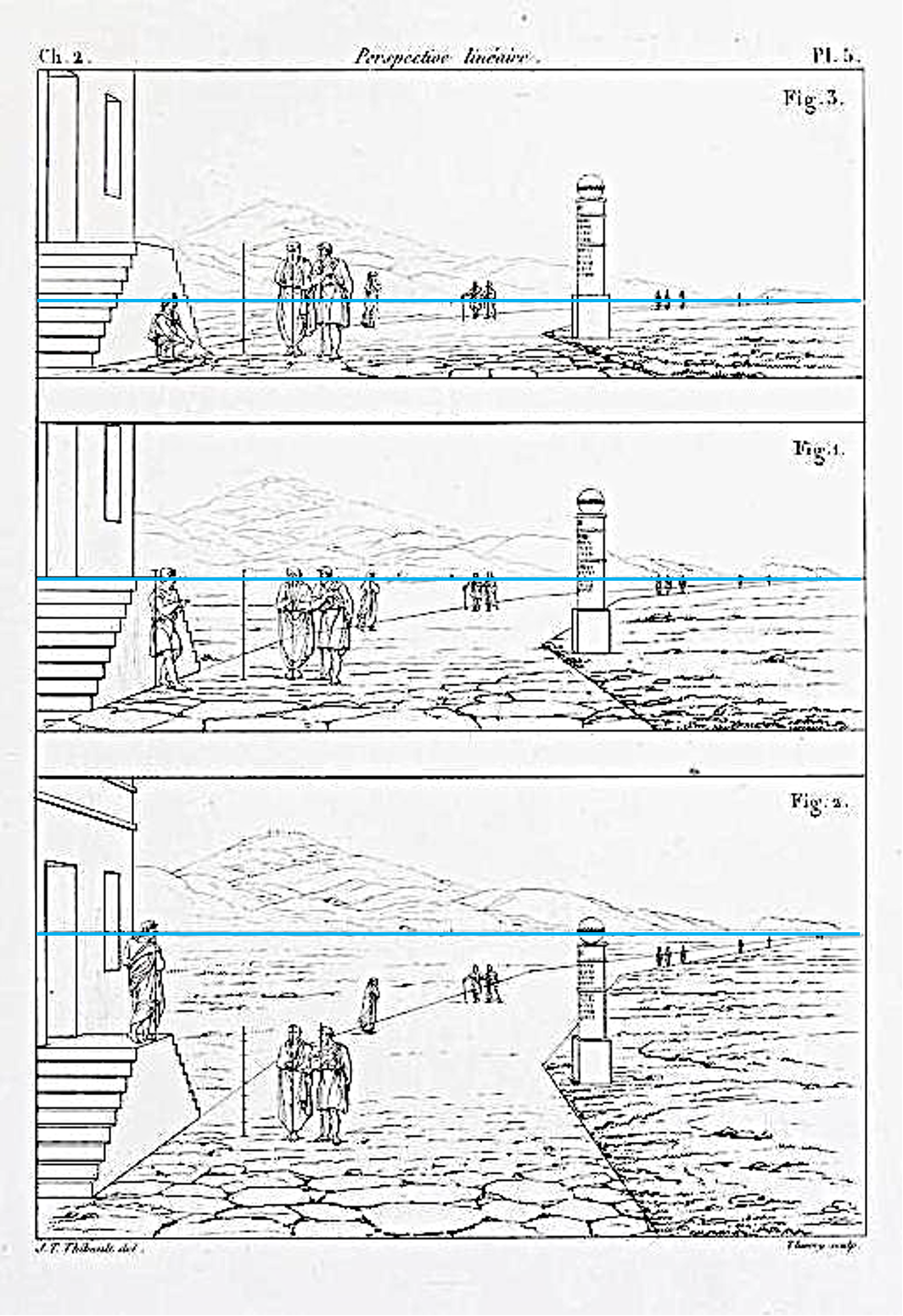
Dieselbe Landschaft in Frosch-, Normal- und Vogelperspektive.

Weitere Arten der Perspektive unterscheiden sich nach Art der Ansicht, das heißt, aus welcher Richtung die Betrachtenden auf den Gegenstand blicken.
1. Bei der Frontperspektive (auch Frontalperspektive; von lateinisch frons, frontis: Stirn) ist die Stirn- oder Vorderseite eines Gegenstandes zentral von vorne zu sehen. Der Gegenstand steht mit seiner Frontfläche parallel zur Bildebene. Die Frontalperspektive bezeichnet meist nur die Einfluchtpunktperspektive, seltener die Frontalansicht in Parallelperspektive (Kavalierperspektive).
2. Bei der Eckperspektive (auch Übereckperspektive, Übereckstellung) ist ein Gegenstand oder ein Innenraum im Raum gedreht und die Betrachtenden schauen auf eine vordere Kante des Gegenstandes oder in die hintere Ecke eines Raumes.
3. Bei der Froschperspektive (auch Untersicht; englisch: worm´s-eye perspective, worm´s-eye view) schauen die Betrachtenden von unten auf den Gegenstand. Der Horizont liegt am unteren Bildrand oder unten außerhalb des Bildes.[13]
4. Bei der Normalperspektive (auch normale Perspektive; englisch: street level) sehen die Betrachtenden den Gegenstand auf Augenhöhe. Der Gegenstand steht auf gleicher Höhe wie die Betrachtenden. Der Horizont liegt im mittleren Bildbereich.
5. Bei der Vogelperspektive (auch Aufsicht, Draufsicht, Obersicht, Vogelschau; englisch: aerial view, bird´s-eye perspective, bird´s-eye view, helicopter view) schauen die Betrachtenden schräg oder genau von oben auf den Gegenstand. Der Horizont liegt am oberen Bildrand oder oben außerhalb des Bildes. Die Vogelperspektive gibt es sowohl als Fluchtpunktperspektive als auch als Parallelperspektive (z. B. Militärperspektive).

## Sonderformen
1. Die perspektivische Verkürzung (englisch: foreshortening) tritt bei Linien und Objekten auf, die von den Betrachtenden weg gerichtet sind. Zum Beispiel sind bei der Linearperspektive die Tiefenlinien meist perspektivisch verkürzt. Oder der Rumpf eines Pferdes, das von vorne zu sehen ist, erscheint extrem schmal.
2. Die Schärfenperspektive bezeichnet scharfe und unscharfe Bereiche (Bildebenen) in einer Fotografie oder Malerei. Bedingt durch eine Linse (Auge oder Fotoapparat) wird nur eine bestimmte Tiefenregion scharf abgebildet. Gegenstände davor oder dahinter erscheinen unscharf. Zwar bildet auch unsere Augenlinse nur Gegenstände scharf ab, die unser Auge fixiert – ähnlich wie bei der Linse des Fotoapparates – aber die Unschärfe davor oder dahinter bemerken wir meistens nicht.
3. Das Repoussoir ist ein oft dunkler oder rötlicher Gegenstand, Bereich oder Rahmen im Vordergrund eines Bildes. Es dient als Raumschieber und steigert die Tiefenillusion. Beispiele sind ein Baum, Mensch, Stillleben, Torbogen, Vorhang oder Zweig im Vordergrund.
4. Bei der Fischaugenperspektive (auch Fischaugenprojektion, krummlinige Perspektive, kurvilineare Perspektive, sphärische Projektion; englisch: fisheye perspective) werden Linien gekrümmt, die nicht durch das Zentrum gehen. Zudem werden Flächen am Rand kleiner abgebildet als in der Bildmitte und der Blickwinkel erreicht 180 Grad und mehr.
5. Bei der Panoramaperspektive (auch Panoramabild) erfolgt die Abbildung zunächst auf eine zylinderförmige Fläche, die dann in eine Ebene aufgerollt werden kann. Es gibt aber auch große Panoramen, die als Zylinder aufgestellt sind. Parallele Linien werden nur im Sonderfall parallel abgebildet. Man erreicht einen Blickwinkel von 180 Grad und mehr (bis 360 Grad).
6. Die Reliefperspektive (auch reliefperspektivische Darstellung, Theaterperspektive) ist eine eher seltene, spezielle Perspektiveart, die nicht zu einer zweidimensionalen Darstellung führt. Die Reliefperspektive ist eine dreidimensionale Darstellung, bei der nur eine Dimension – meist die Tiefendimension – des dreidimensionalen Raums stark verkürzt wird. Dabei verändert sich das Aussehen der aus einem festen Augpunkt betrachteten Objekte nicht, da hinten liegende Objekte wie bei einem exakten Relief auch entsprechend verkleinert werden.

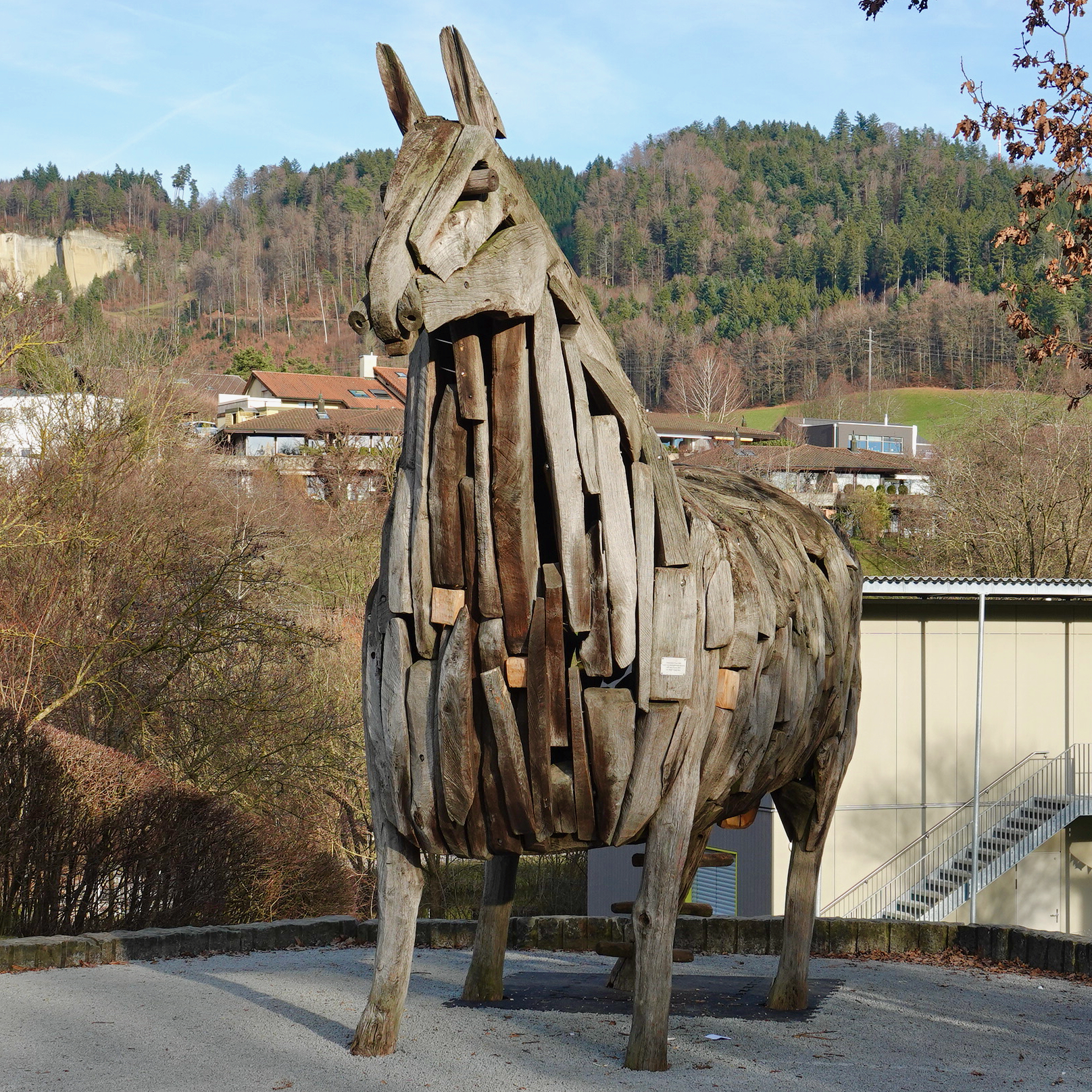
Perspektivische Verkürzung. Der Rumpf des Holzpferdes erscheint extrem schmal.
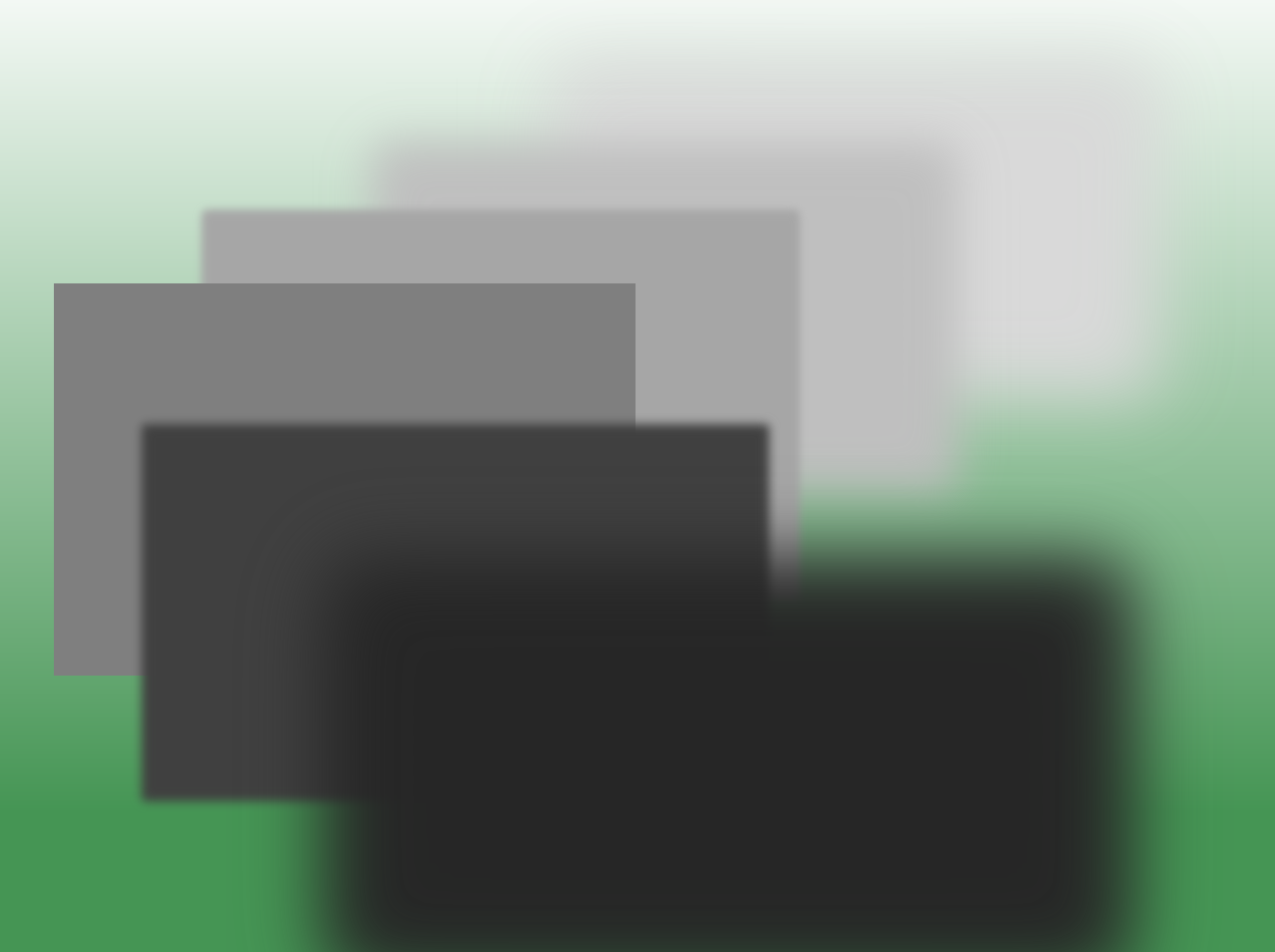
Schärfenperspektive. Nur in einem bestimmten Tiefenbereich erscheinen Gegenstände scharf. Gegenstände davor und dahinter erscheinen unscharf.
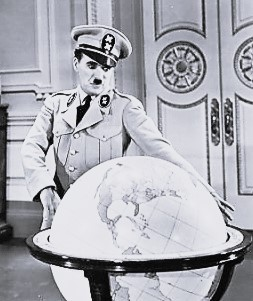
Repoussoir.
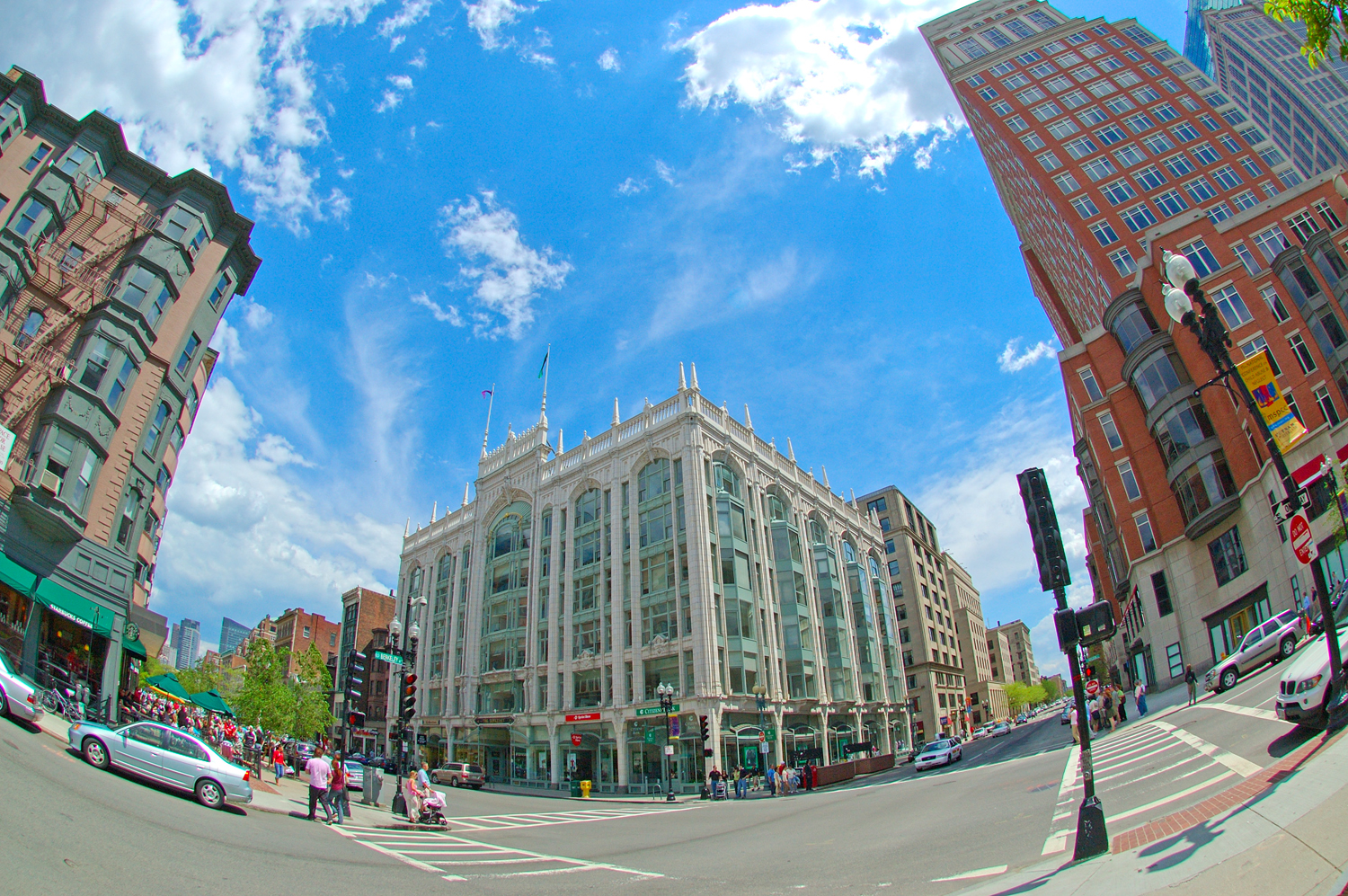
Fischaugenperspektive.
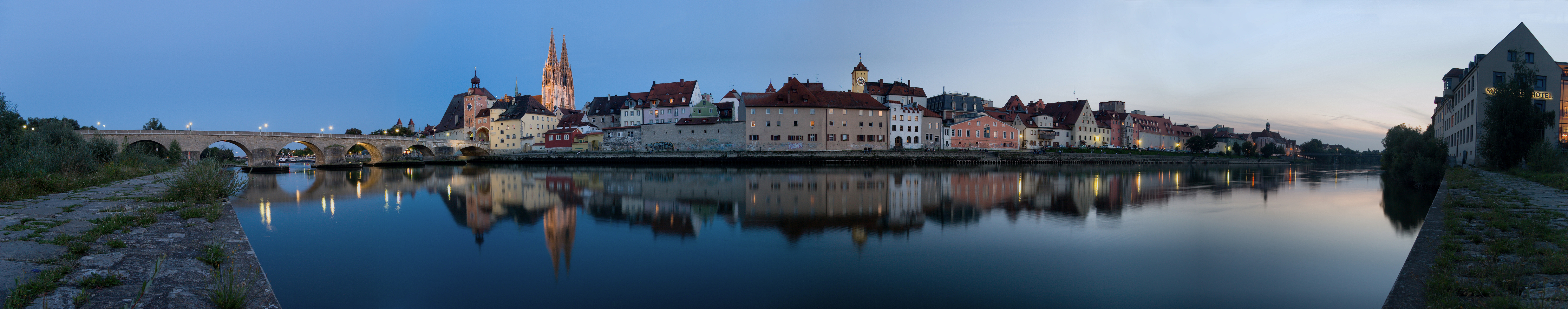
Panoramaperspektive.
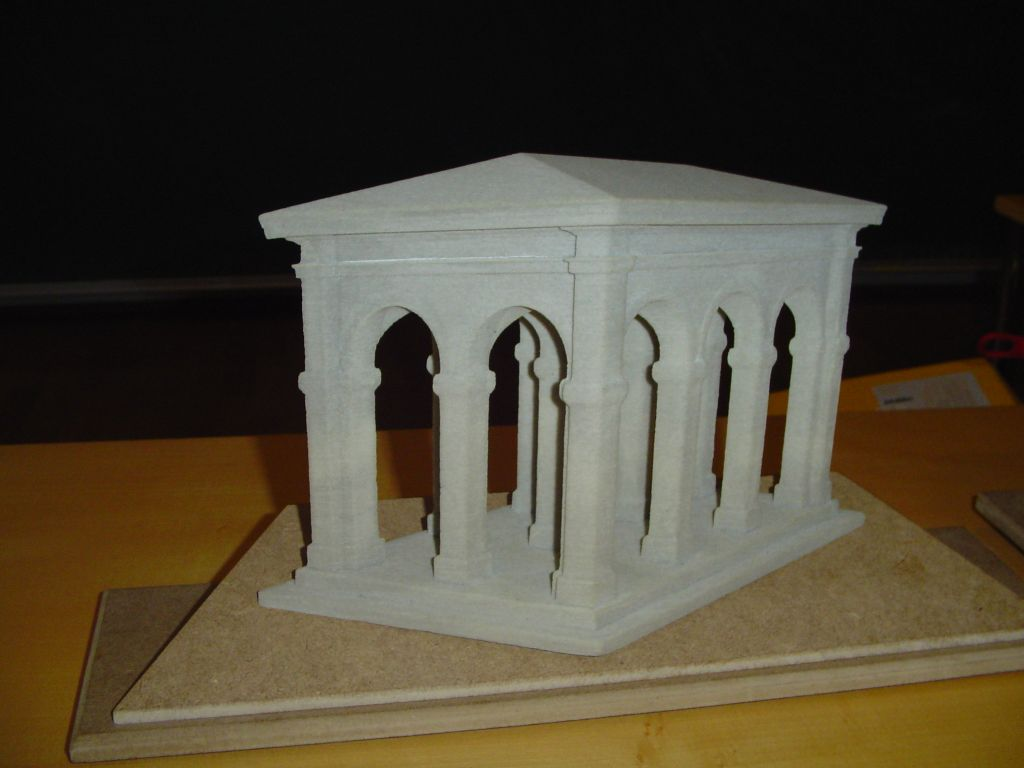
Reliefperspektive. Der Grundriss scheint bei diesem Blickwinkel ein Rechteck zu sein, ist aber (von oben betrachtet) ein Parallelogramm.

## Modifikation der Wirklichkeit
Bei einigen Perspektivearten wird das Ziel, die Realität korrekt wiederzugeben, bewusst negiert.
1. Die Bedeutungsperspektive (Größenhierarchie, hieratische Perspektive, hierarchische Proportion; englisch: hierarchical proportion, hieratic perspective) ist keine Form der Raumdarstellung. Die Größe und Platzierung der im Bild dargestellten Personen und Gegenstände richtet sich nicht nach räumlich-geometrischen Gegebenheiten, sondern nach deren Bedeutung. Wichtige Personen wie göttliche Gestalten, Heiligenfiguren, Könige, hohe Beamte oder Helden sind größer und weiter oben dargestellt. Personen mit niederem Status wie Kinder, Sklaven oder Stifter sind kleiner und weiter unten dargestellt.
2. Bei der verdrehten Perspektive (auch zusammengesetzte Darstellung) wird jeder Teil einer Person oder eines Gegenstandes so dargestellt, wie er am leichtesten zu erkennen ist, meist aus seinem charakteristischsten Winkel.[14] In der altägyptischen Malerei werden beispielsweise bei der menschlichen Figur Kopf, Hüfte und Beine in Profilansicht, ein Auge, Schultern und Brust von vorn dargestellt (Frontalansicht), um jeweils das Wesentliche hervorzuheben.
3. Die umgekehrte Perspektive (auch divergente Perspektive, inverse Perspektive, Umkehrperspektive, verkehrte Perspektive; englisch: reverse perspective) ist eine Darstellungsweise, bei der die oben auf dem Bild befindlichen – am weitesten entfernten – Gegenstände größer wiedergegeben sind als die unteren, näheren.[15] Die Darstellung orientiert sich nicht am Blickwinkel der Betrachtenden, sondern am Blickwinkel der dargestellten Personen.[16]
4. Das unmögliche Objekt (auch falsche Perspektive, polyvalente Perspektive, verfremdete Perspektive, verkehrte Perspektive) ist die zweidimensionale Darstellung eines scheinbar dreidimensionalen Gegenstandes, den es so nicht geben kann.[17]
5. Die Multiperspektive (auch kombinierte Perspektive, multiperspektivische Darstellung, Simultaneität, Simultanperspektive; englisch: multiple perspective) zeigt Gegenstände, Personen oder Räume aus verschiedenen Blickwinkeln gleichzeitig in einem Bild. Damit wird die Dreidimensionalität und Vielansichtigkeit der Objekte verdeutlicht, und verschiedene Aspekte können umfassend dargestellt werden. Außerdem wird das Sehen mit dem Zeitlichen verbunden. Vorausgehende, augenblickliche und kommende Darstellungen sind in einem Bild zu sehen.[18]
6. Die Anamorphose (auch Zerrbild) bezeichnet ein Bild, das so verzerrt ist, dass man es nur unter einem bestimmten Winkel oder mit Hilfe eines speziellen Spiegels oder eines Prismensystems erkennen kann.
7. Die Flächigkeit (auch Flächenhaftigkeit, flächige Darstellung, projektiv-orthogonale Raumdarstellung, planimetrische Ansicht, unperspektivische Darstellung, Zweidimensionalität; englisch: flatness) bezeichnet die Darstellung mit nur zwei Dimensionen. Es gibt nur rechts, links, oben und unten. Bildformen sind das Streifenbild, Steilbild und deren Mischformen.[19]

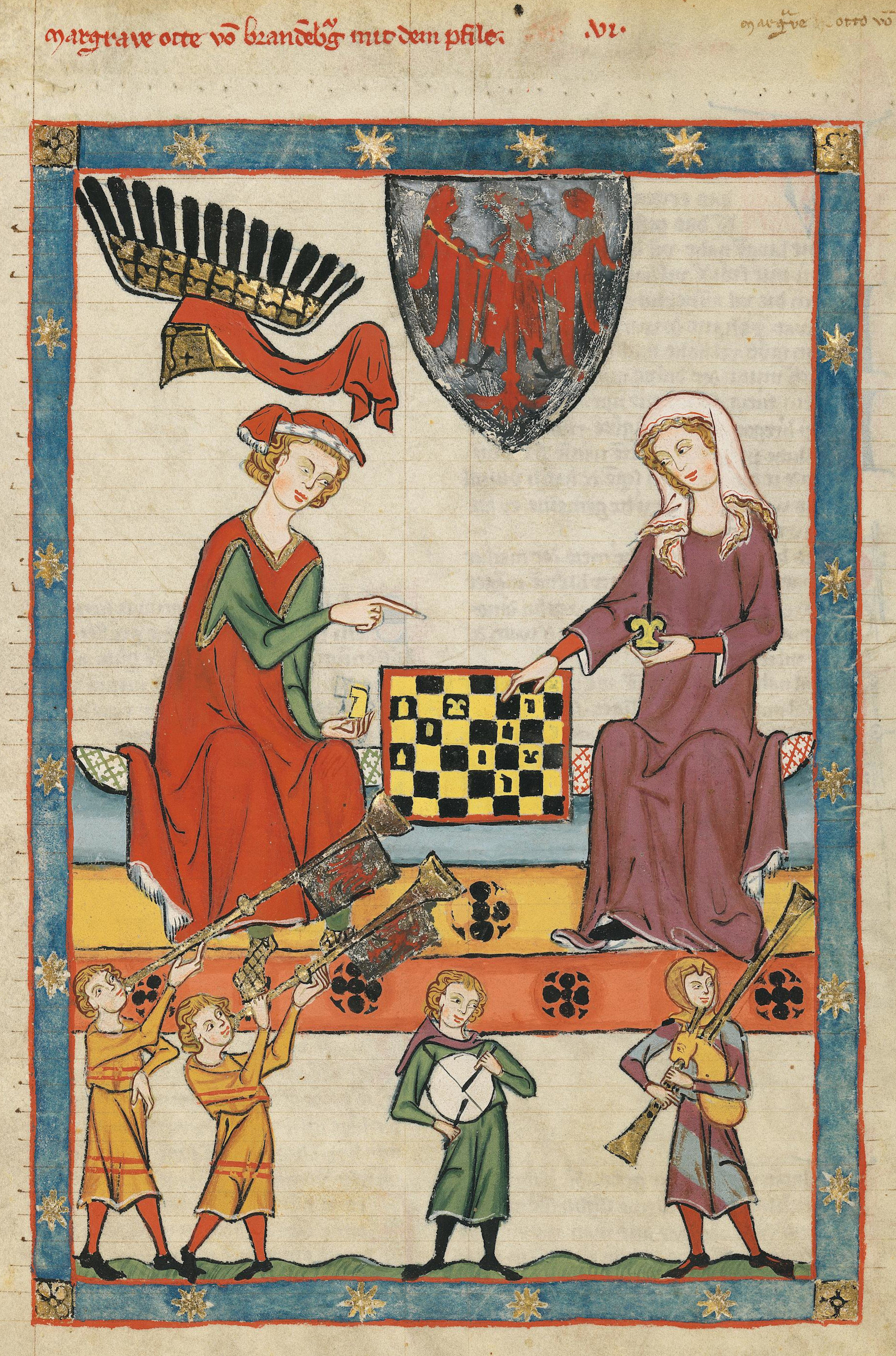
Bedeutungsperspektive. Die Schach spielenden Damen sind größer dargestellt als die Musiker. Manessische Liederhandschrift, zwischen 1305 und 1340.
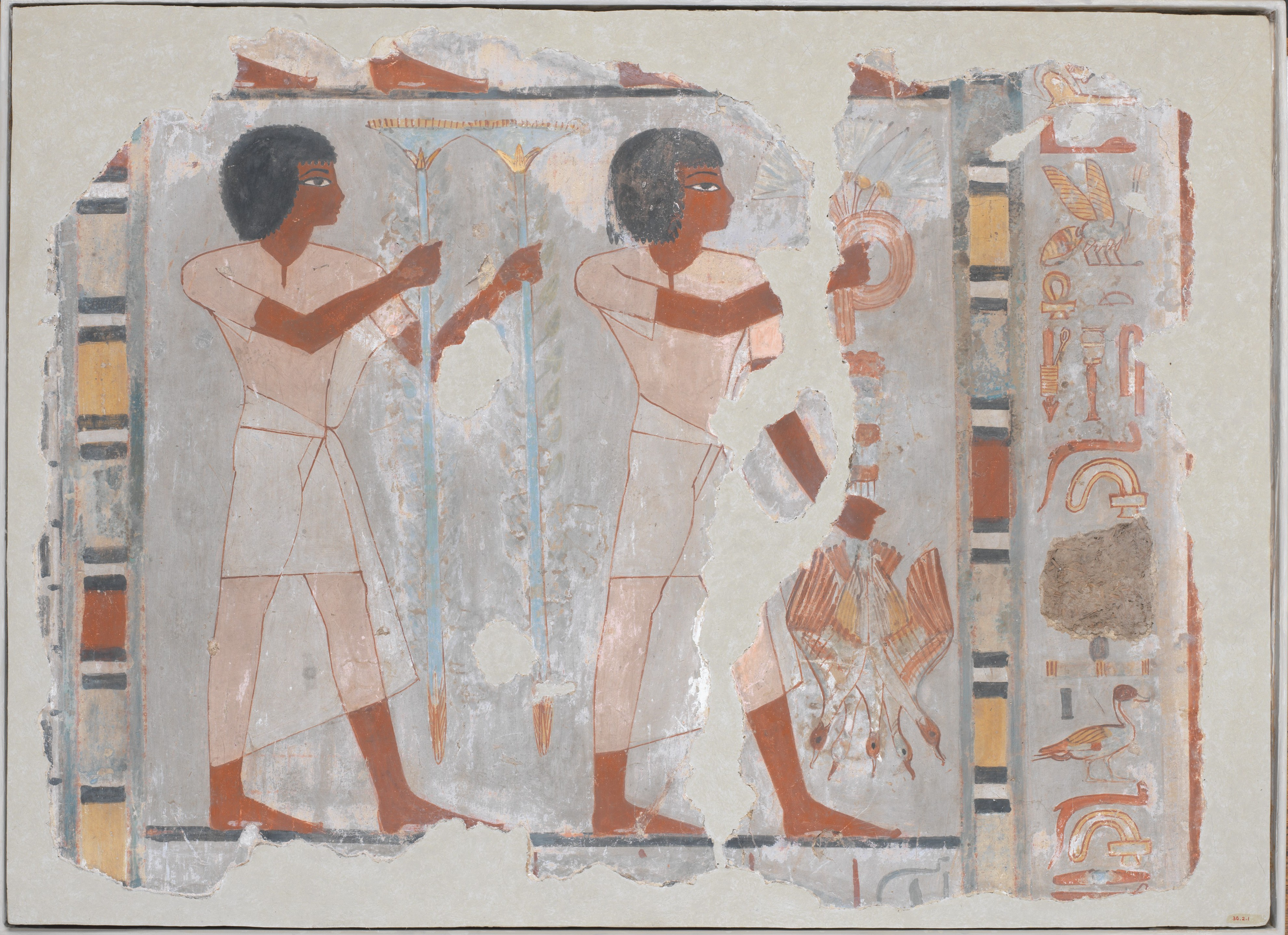
Verdrehte Perspektive. Die Menschen sind auf unnatürliche Weise verdreht dargestellt. Grab des Sebekhotep, ca. 1550–1295 v. Chr.
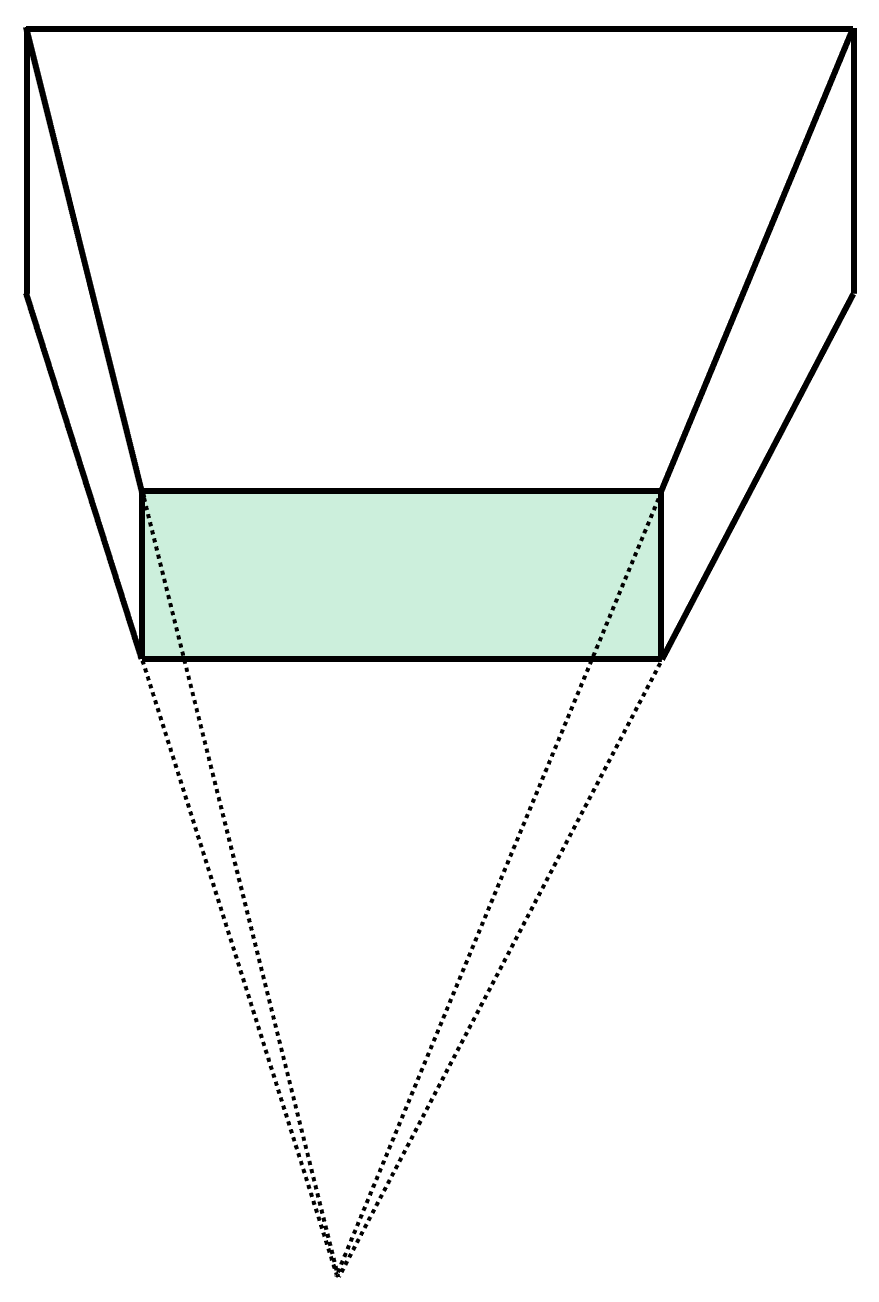
Umgekehrte Perspektive. Die hintere Kante des Quaders ist länger als sie vordere.
Unmögliches Objekt. Diesen Würfel kann es  dreidimensional nicht geben.
Multiperspektive. Matthias A. K. Zimmermann: Die gefrorene Stadt. 2006.
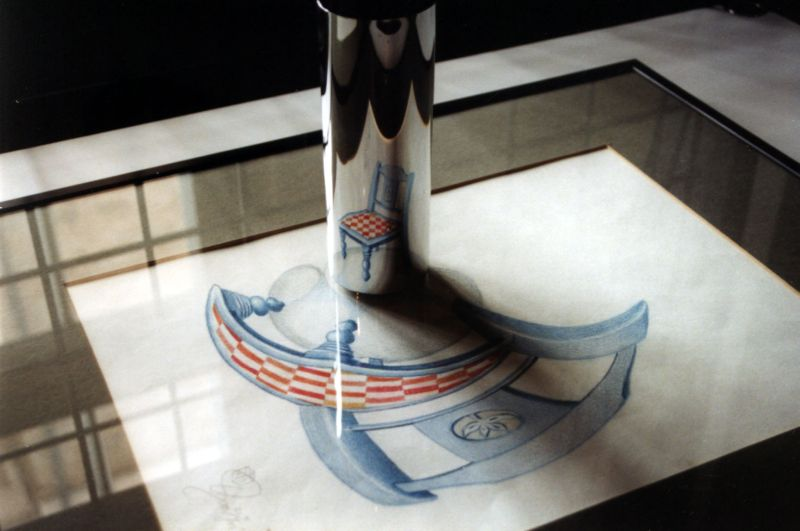
Anamorphose. Zylinderanamorphose. Der Stuhl wird erst im Zylinderspiegel sichtbar.
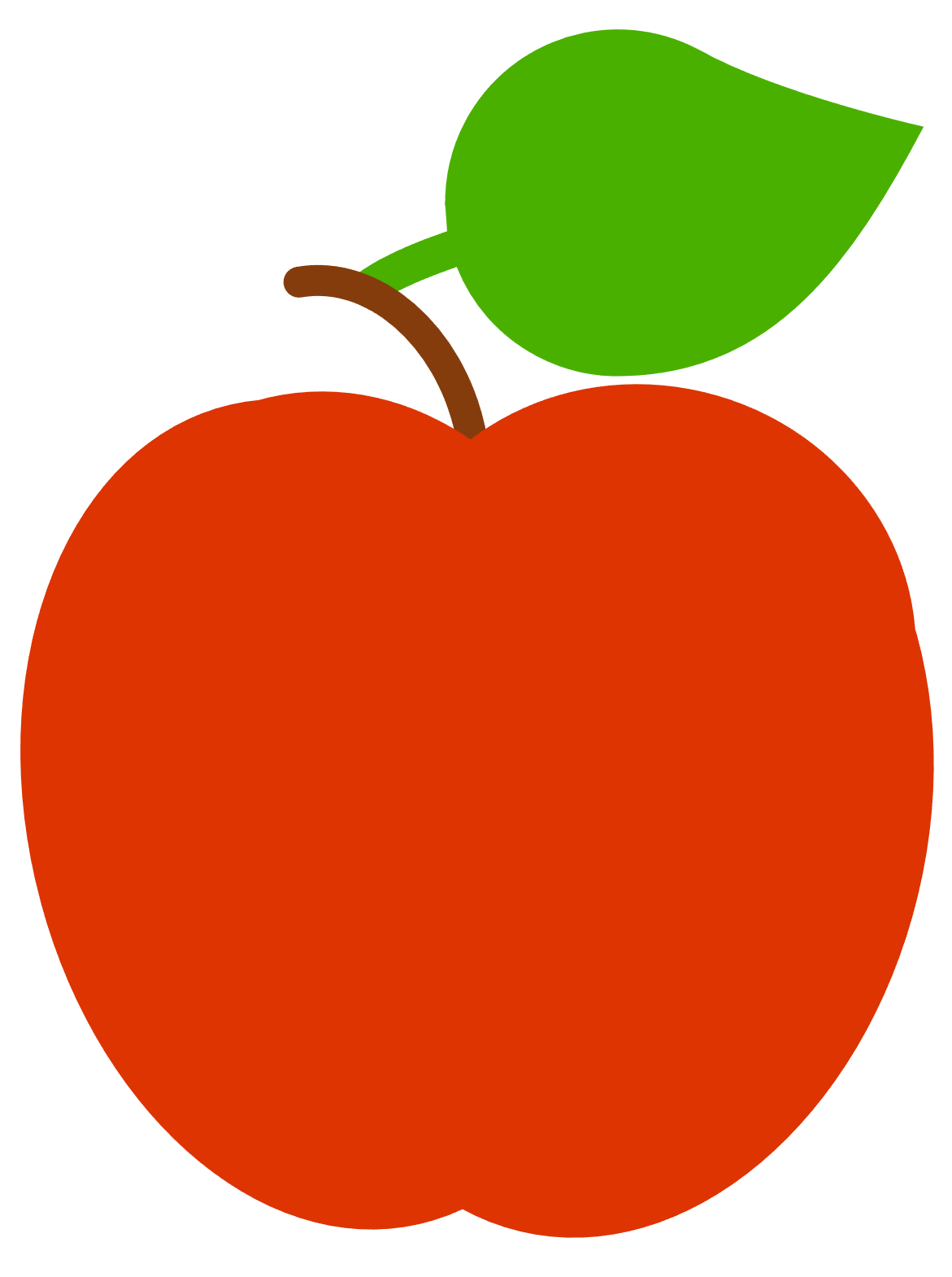
Flächigkeit. Apfel-Piktogramm.

## Beispiele für perspektivische Darstellungen
Die Galerie zeigt zu (fast) jeder Perspektiveart ein weiteres Beispiel.

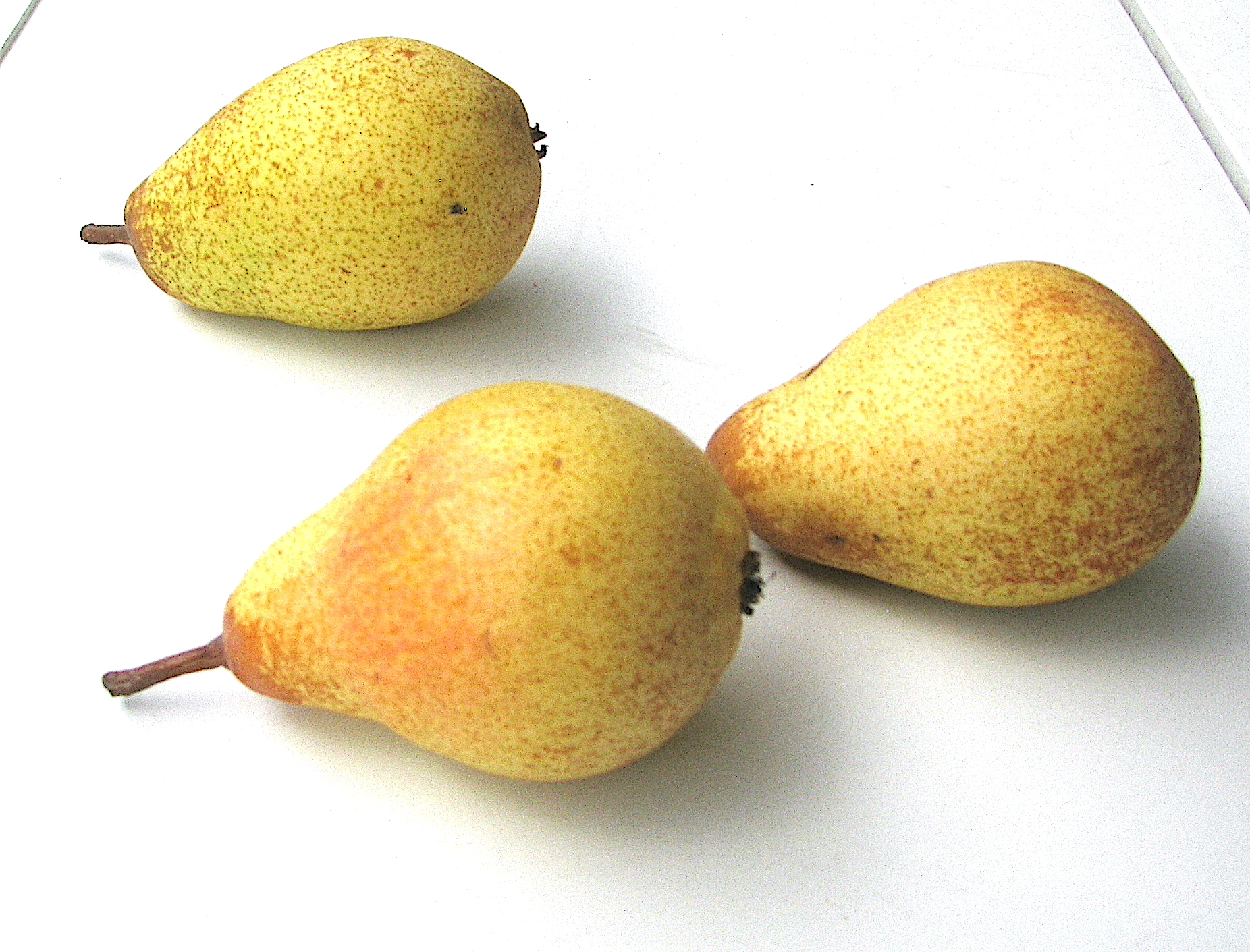
1. Höhenstaffelung mit drei Birnen.
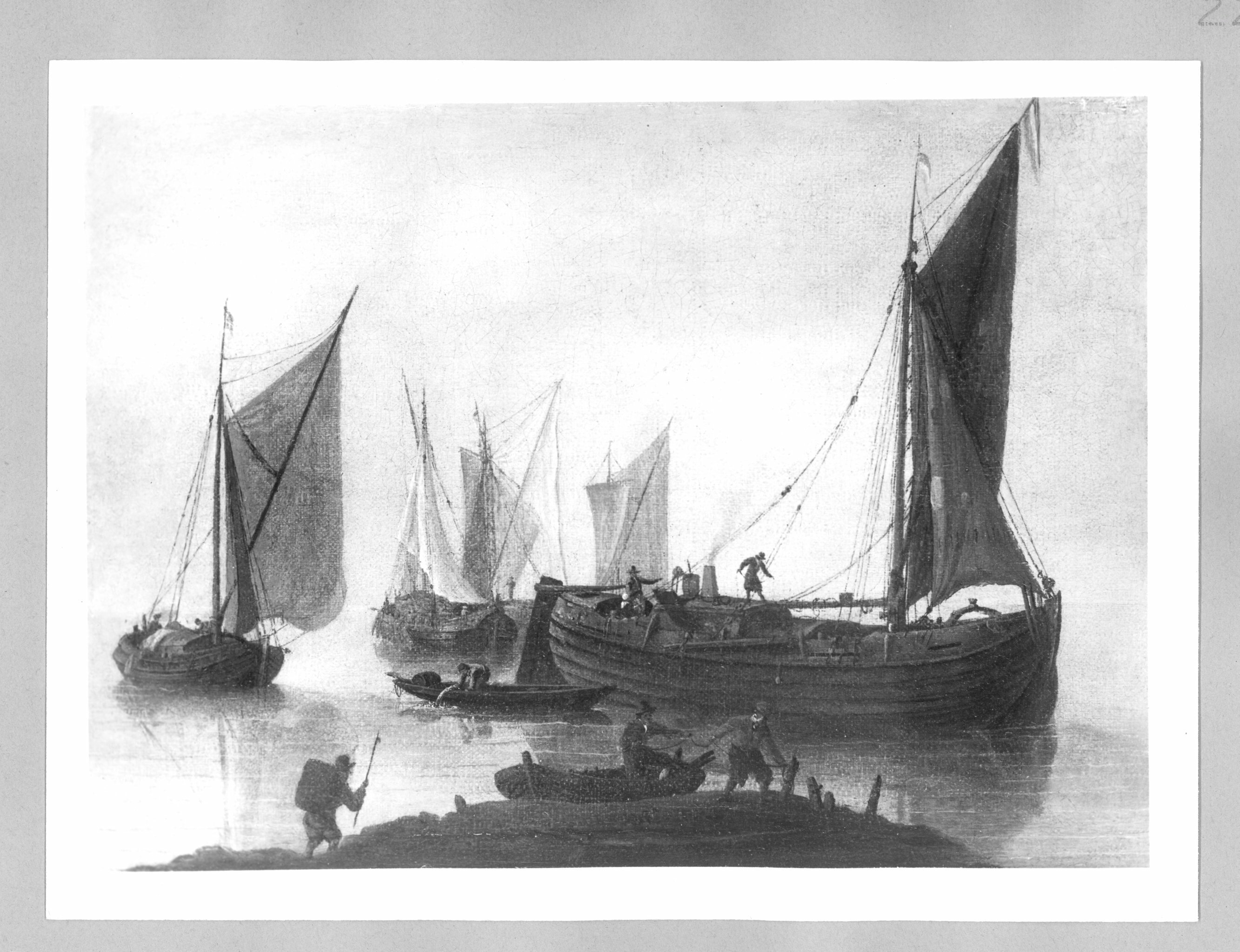
2. Größenperspektive. Jan van de Cappelle: Segelboote mit Staffage, zwischen 1626 und 1679.
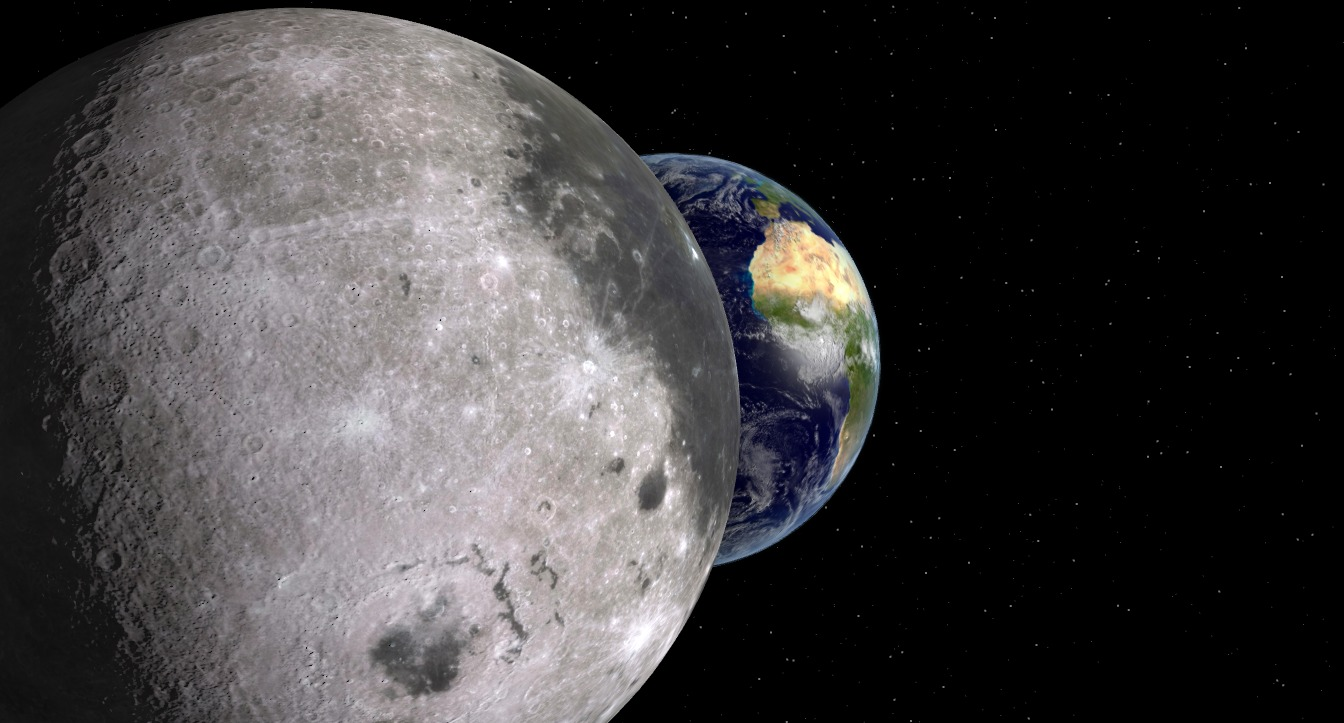
3. Verdeckung. Erdaufgang hinter dem Mond.
4a. Isometrie. Schreibtisch.
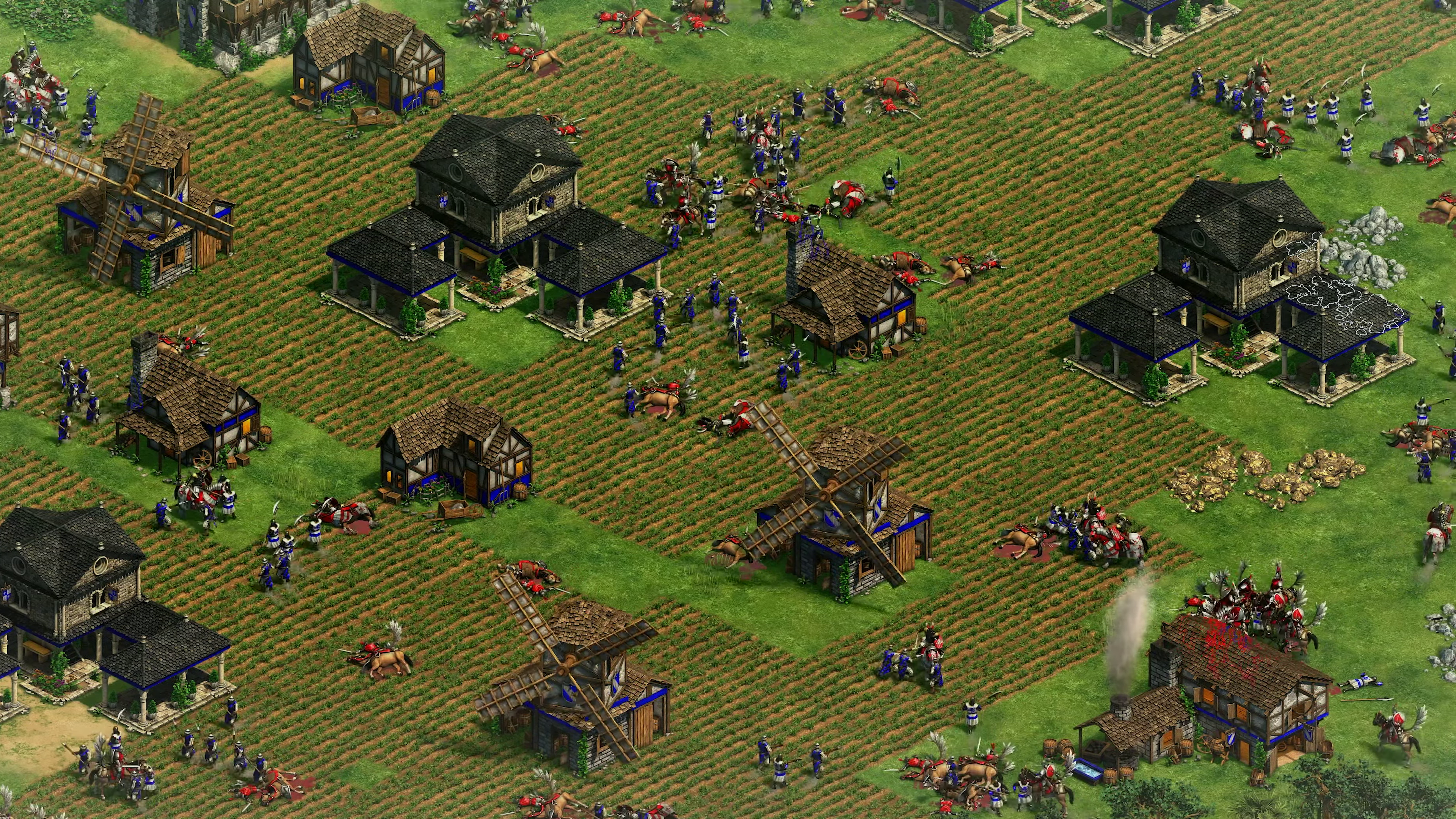
4b. Isometrie. Dorf in einem Computerspiel.
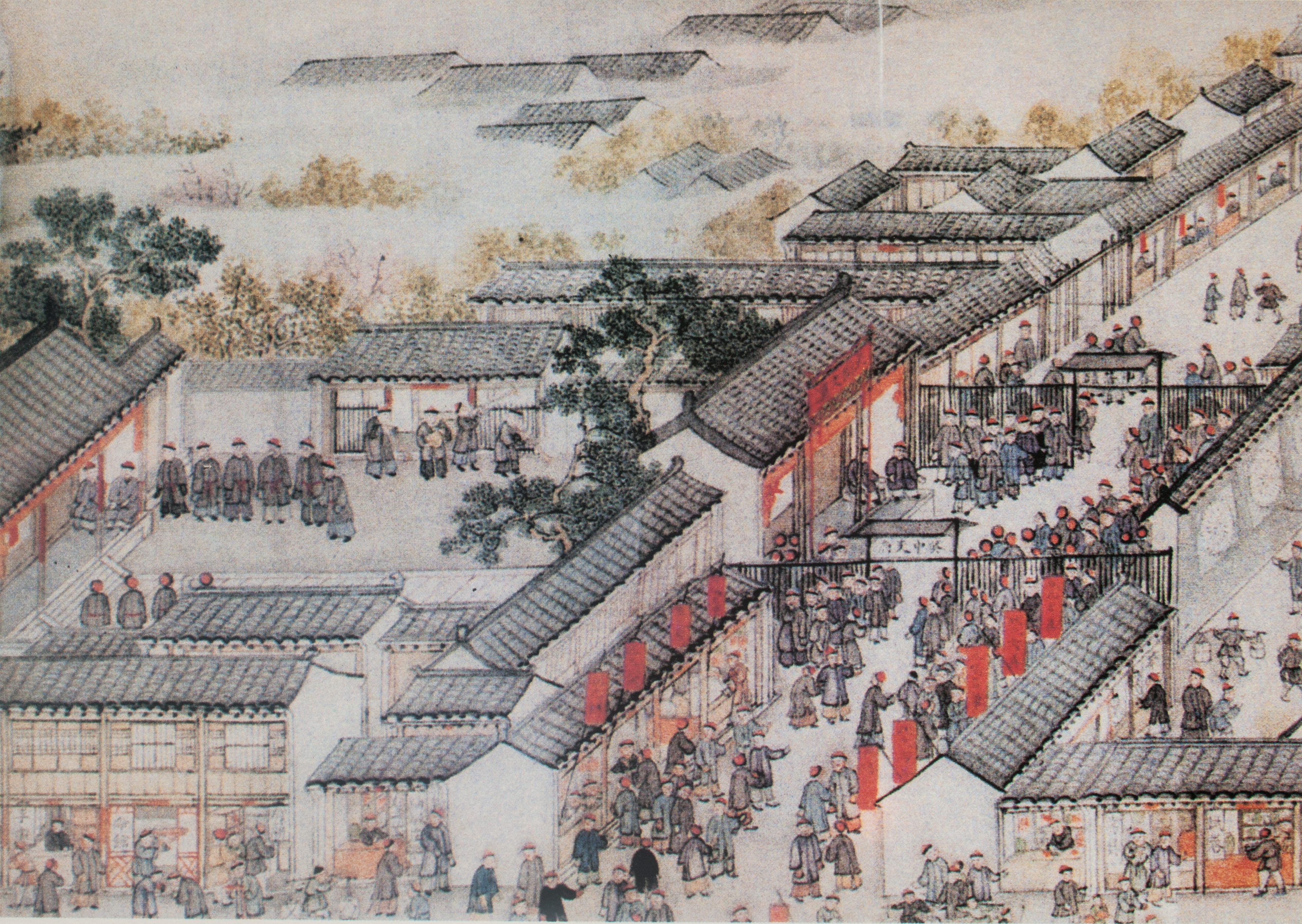
5. Kavalierperspektive. Die Häuserfronten sind von vorne dargestellt. Chinesische Malerei.
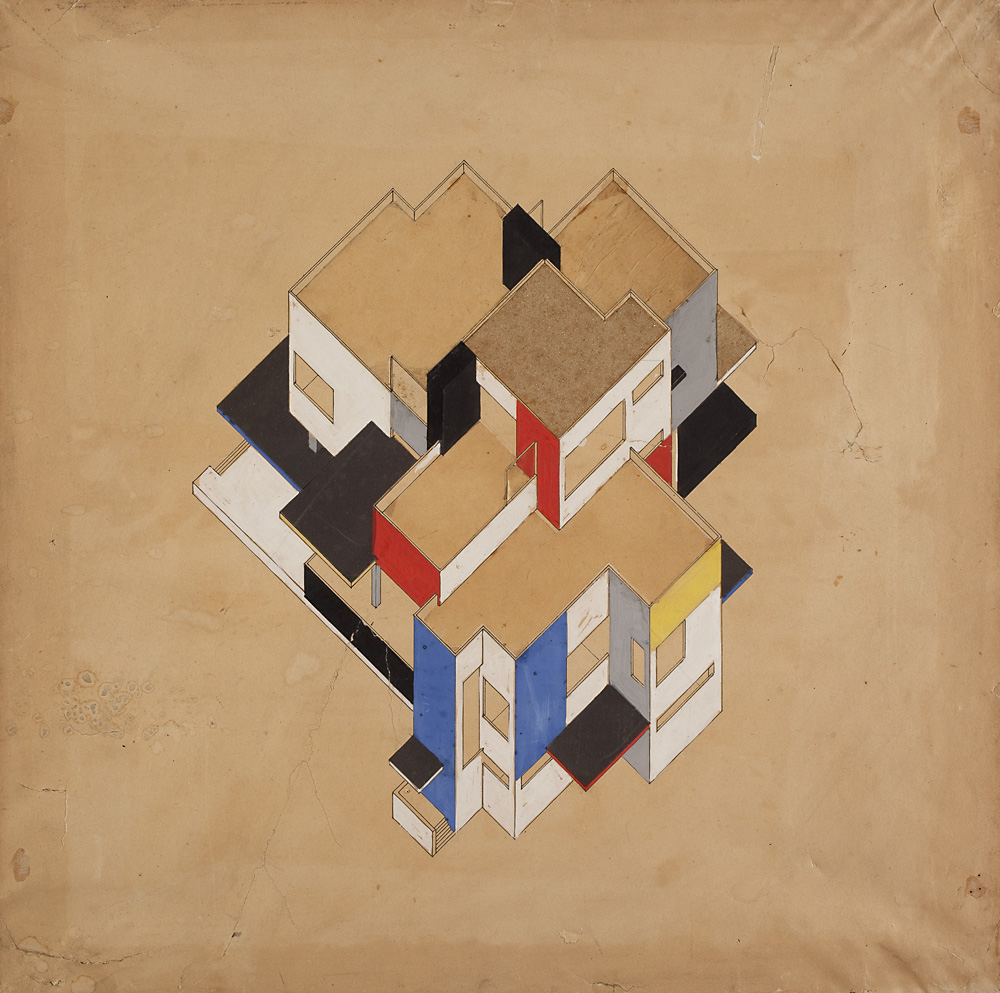
6. Militärperspektive. Draufsicht und Grundriss sind unverzerrt. Theo van Doesburg: Entwurf für ein Privathaus, 1923.
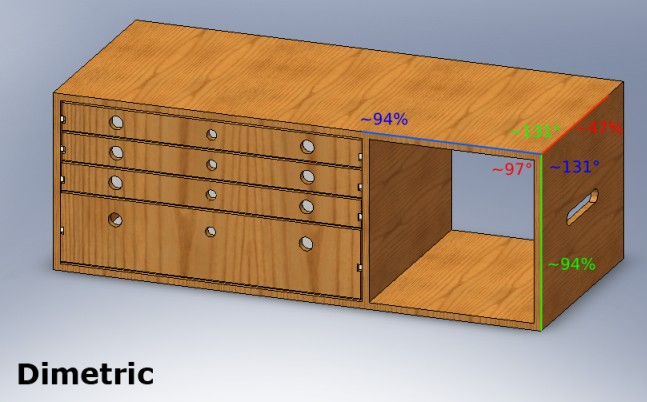
7. Schrank in Ingenieurperspektive.
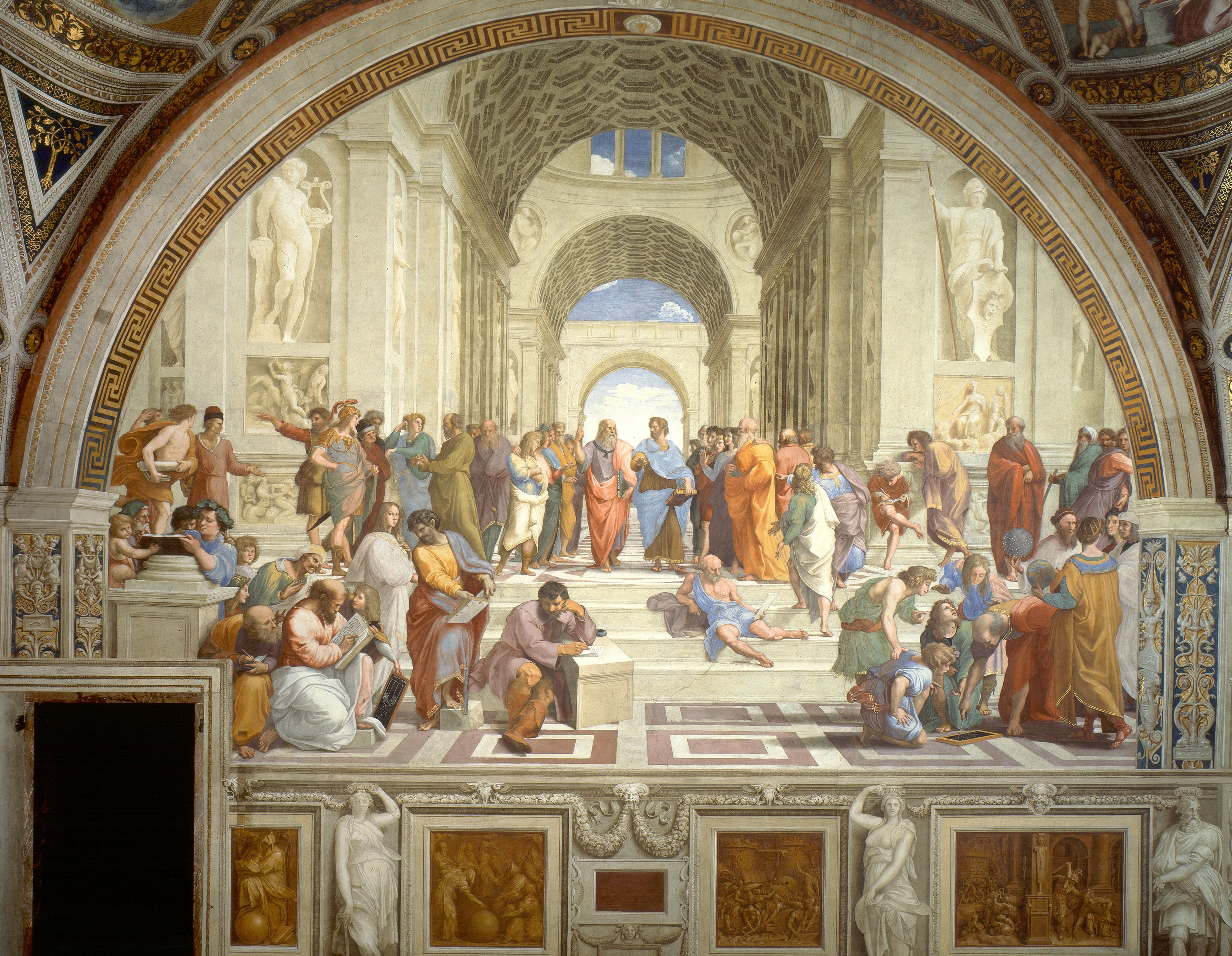
8. Einpunktperspektive. Die Schule von Athen in der Stanza della Segnatura 1511.
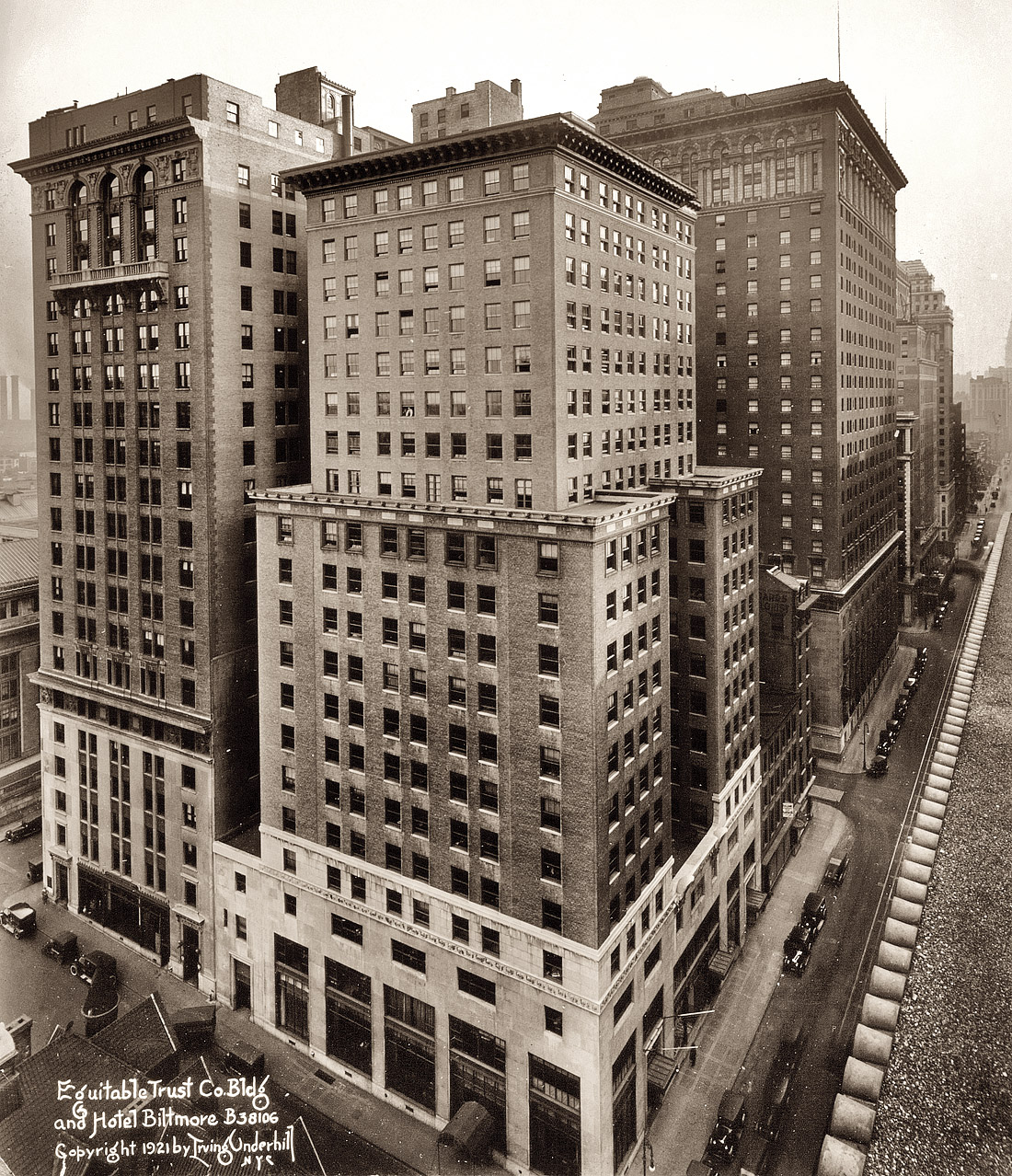
9a. Zweipunktperspektive. Man blickt auf die (vorne liegende) Ecke eines Gebäudes. Gebäude in New York, Fotografie, 1921.
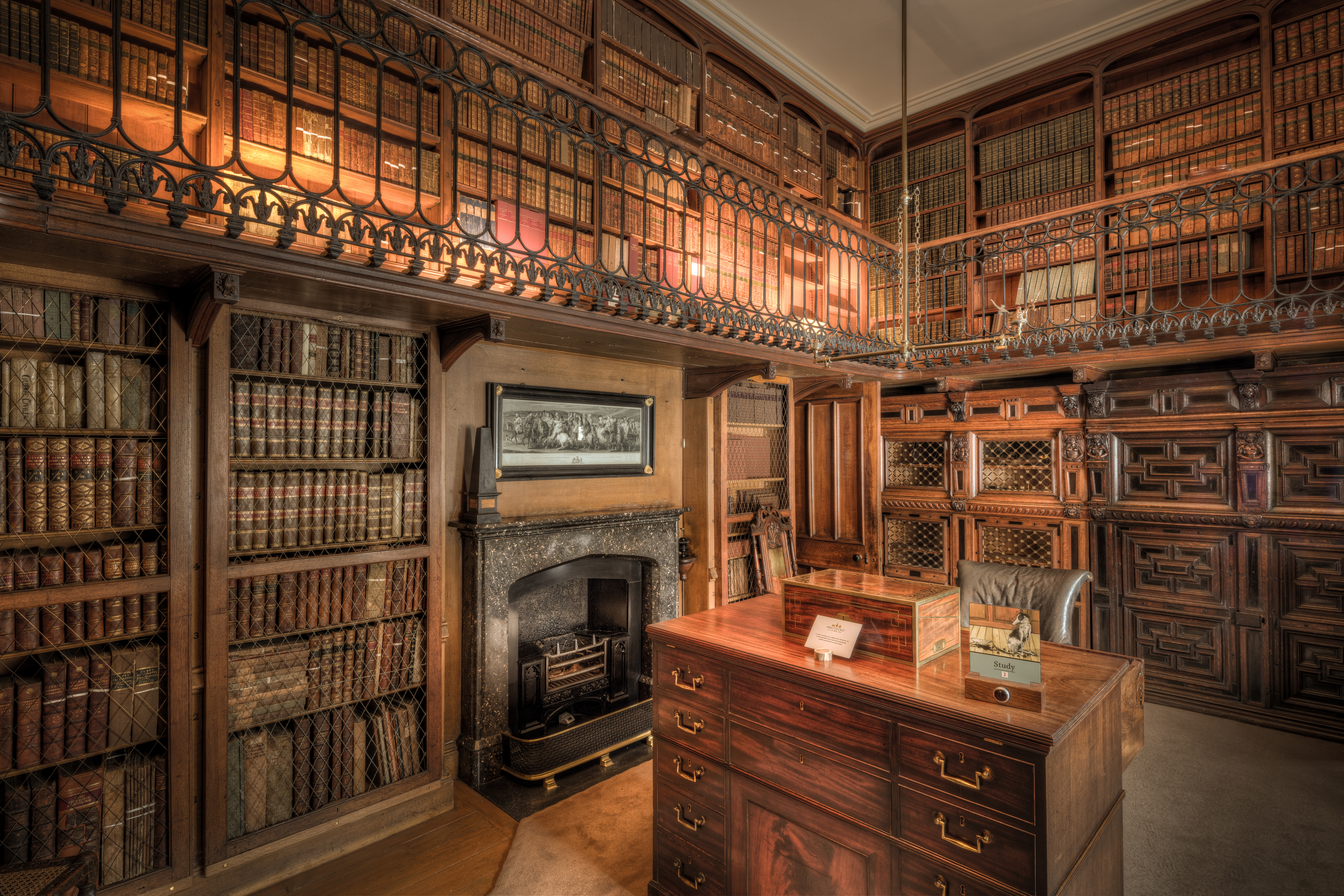
9b. Zweipunktperspektive. Man blickt in die (entfernte) Ecke eines Raumes hinein. Studierzimmer des Abbotsford-Hauses in Schottland, Fotografie, 2018.
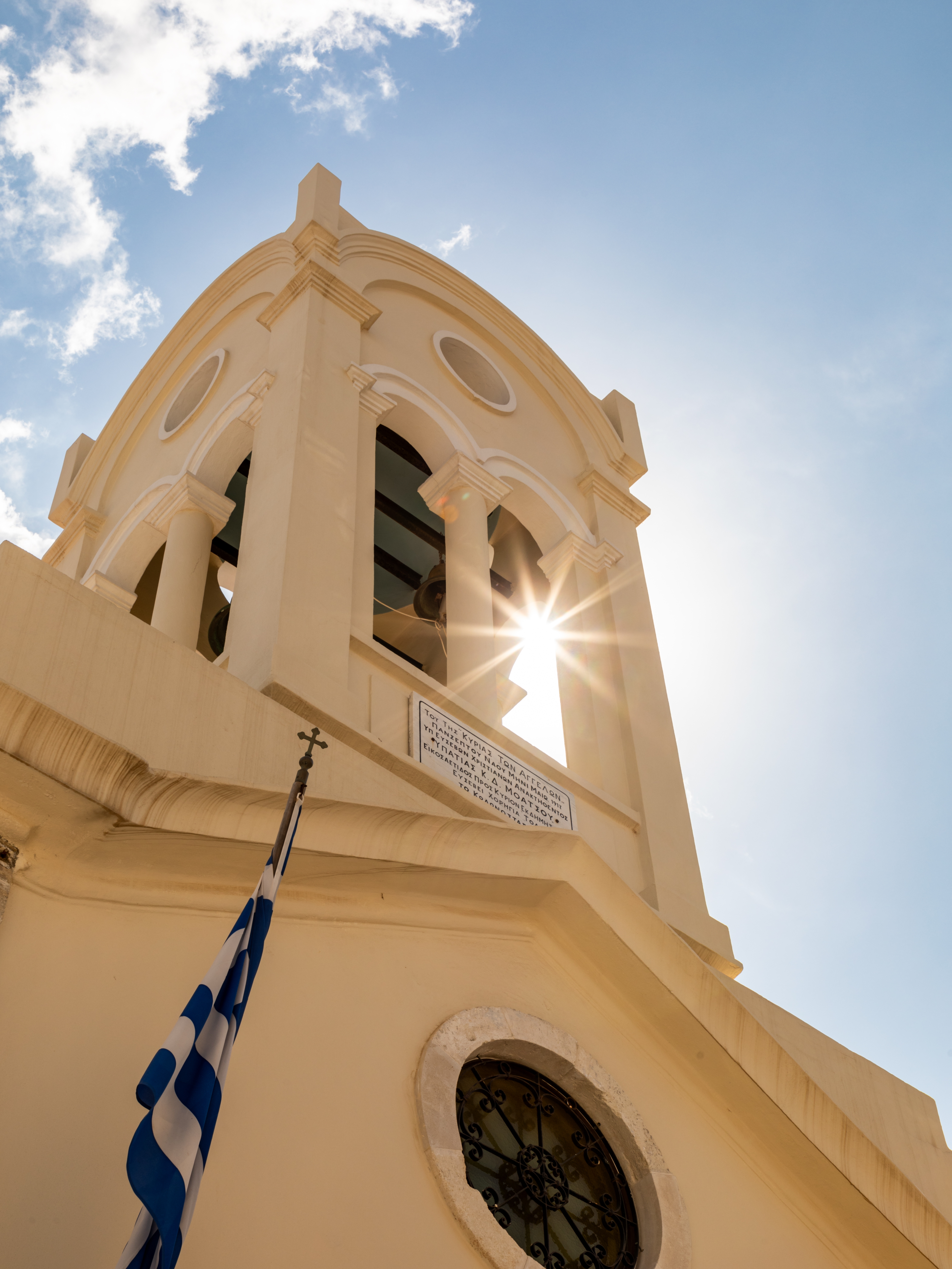
10. Dreipunktperspektive. Kirchturm in Rethymno auf Kreta. Fotografie, 2023.
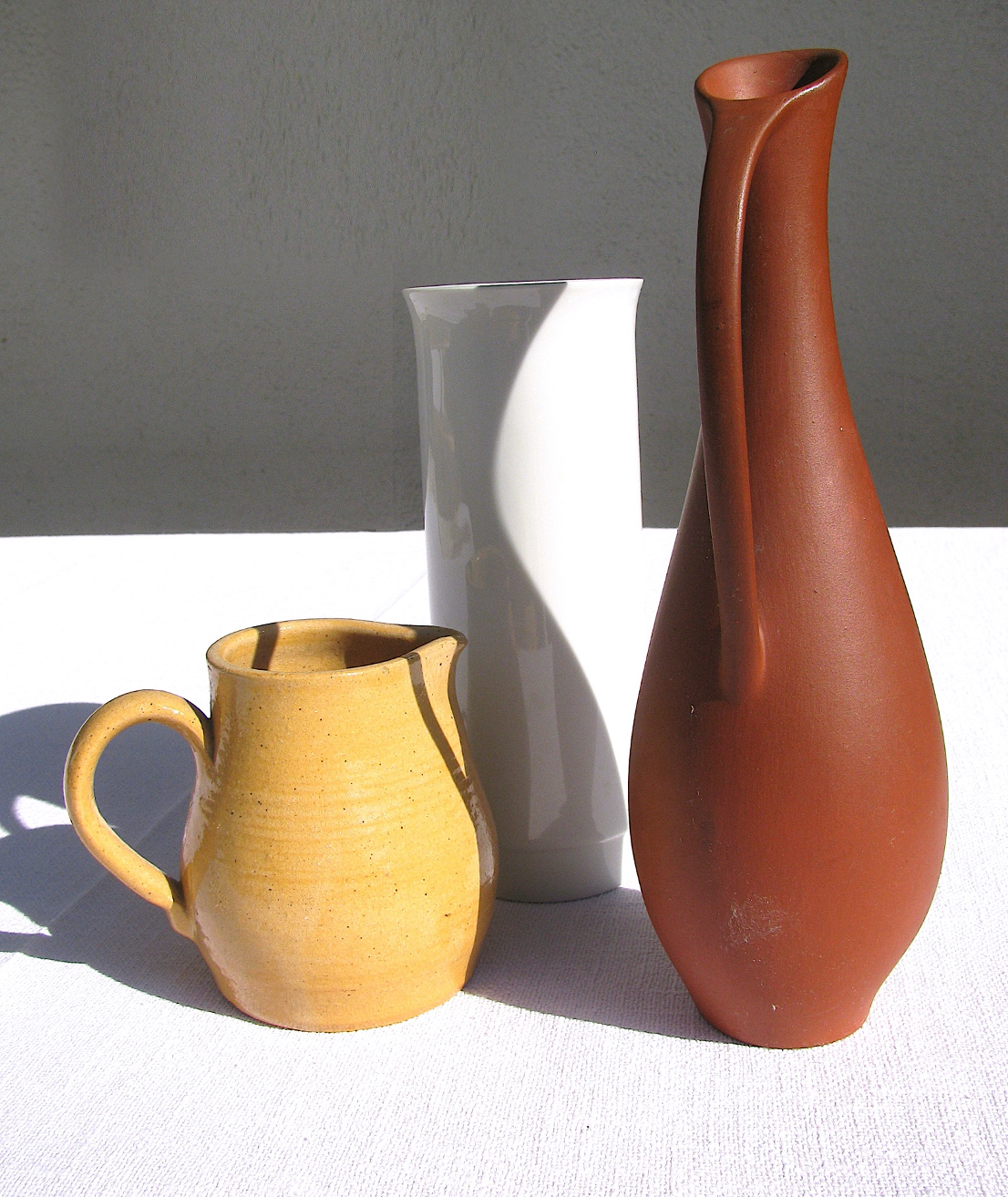
11. Beleuchtungsperspektive
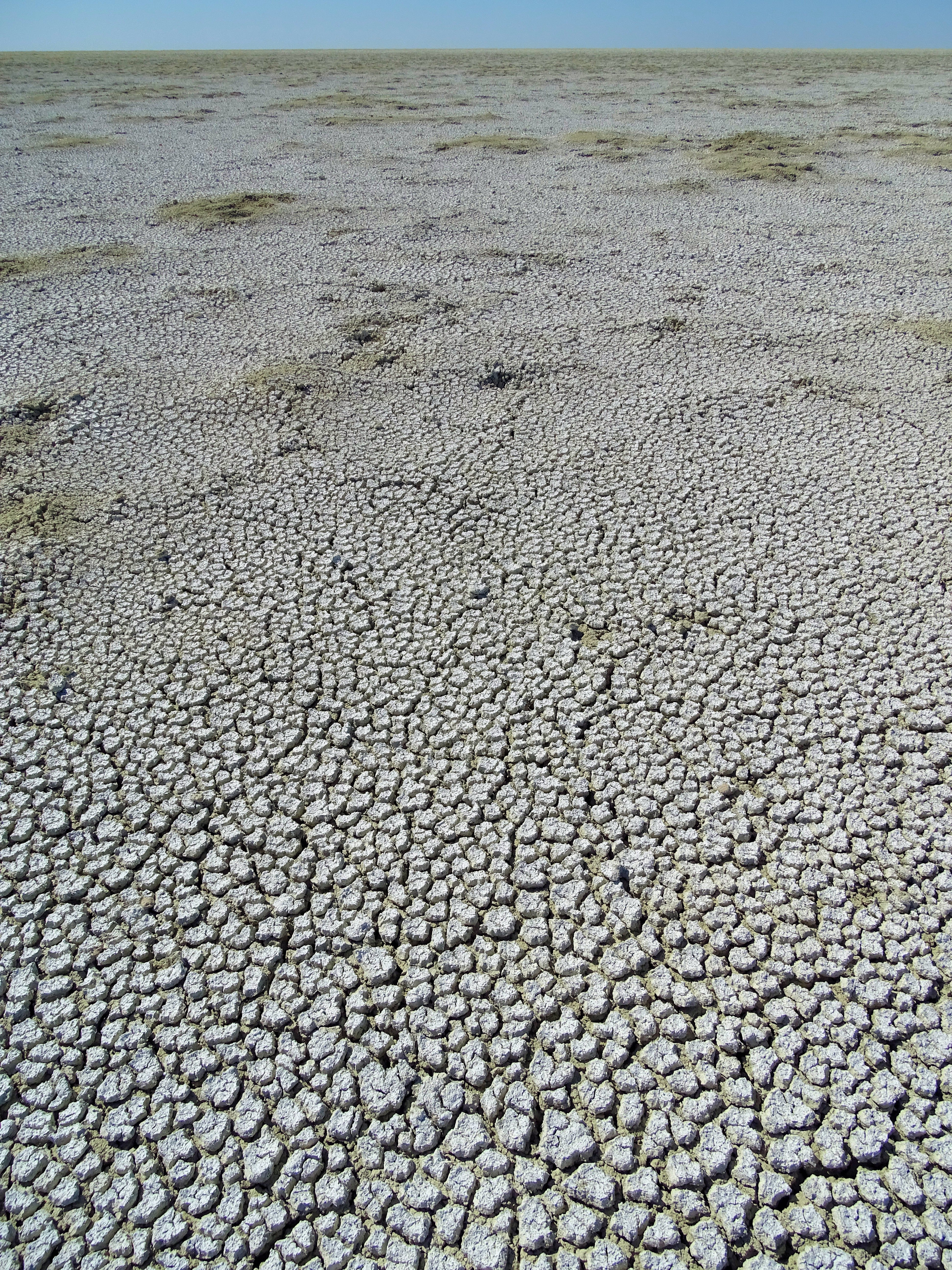
12. Texturperspektive. Salzwüste in Afrika.
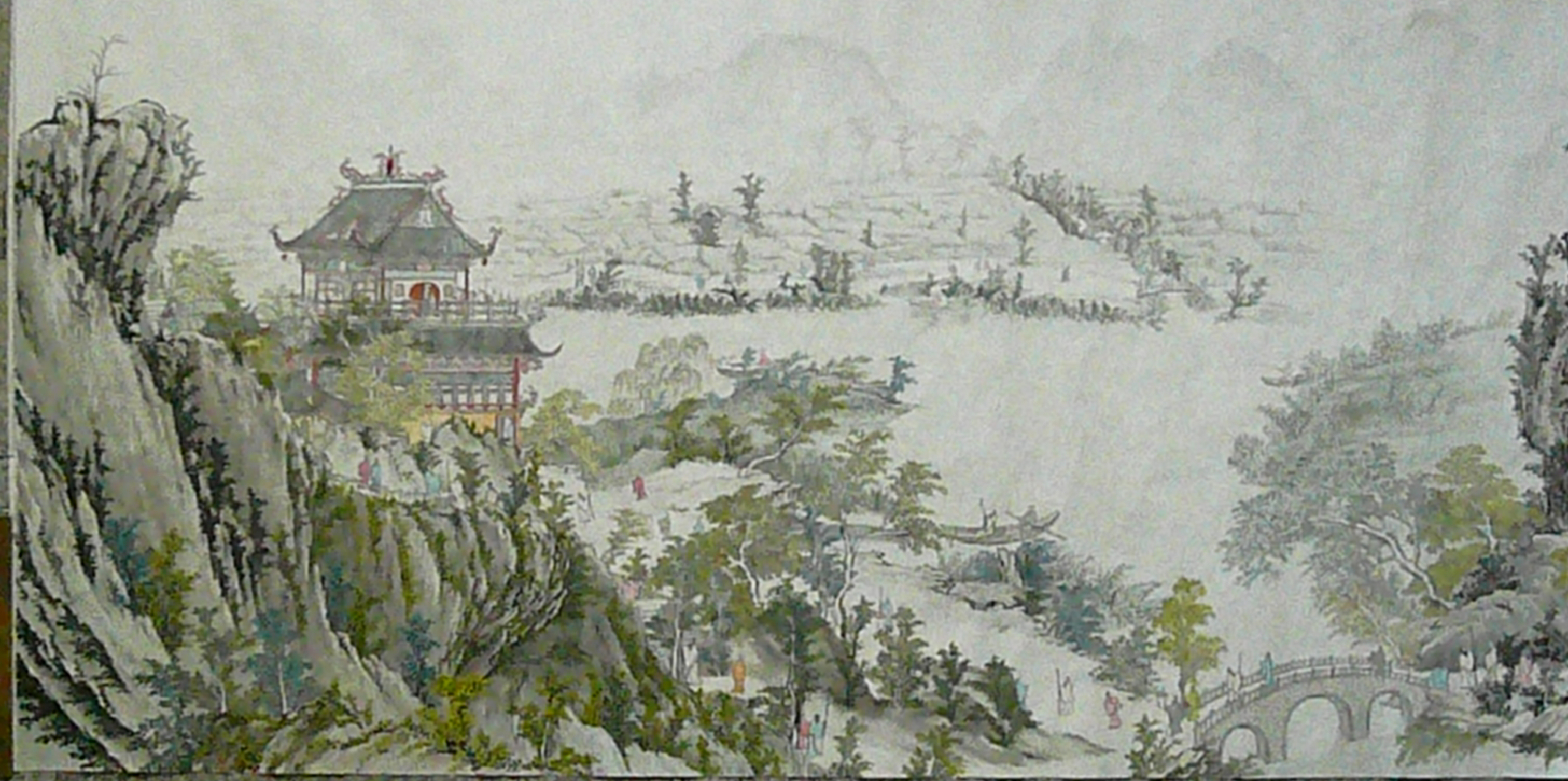
13. Luftperspektive. Chinesische Malerei.
14. Farbperspektive. Bahnhof-Piktogramm.
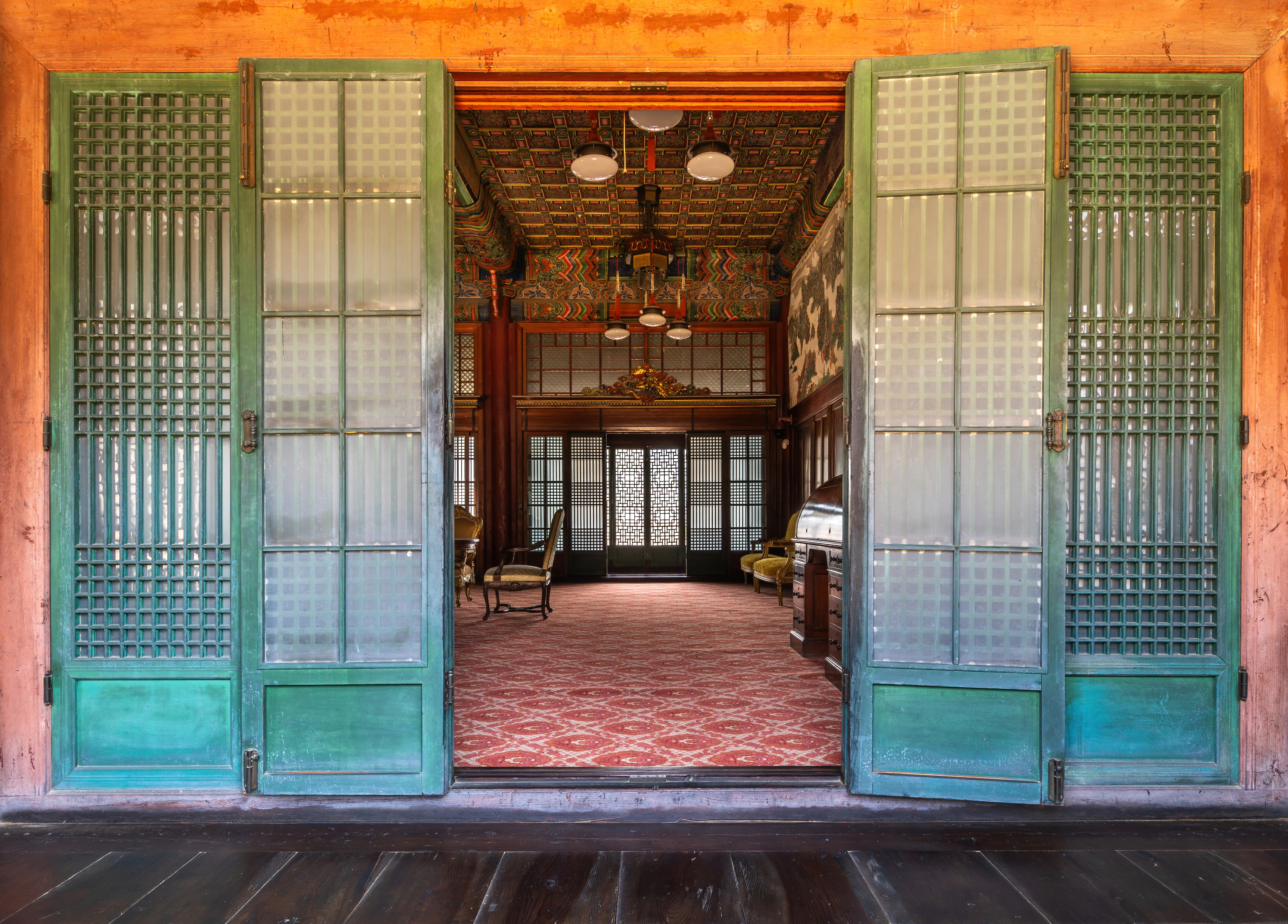
15. Frontperspektive.
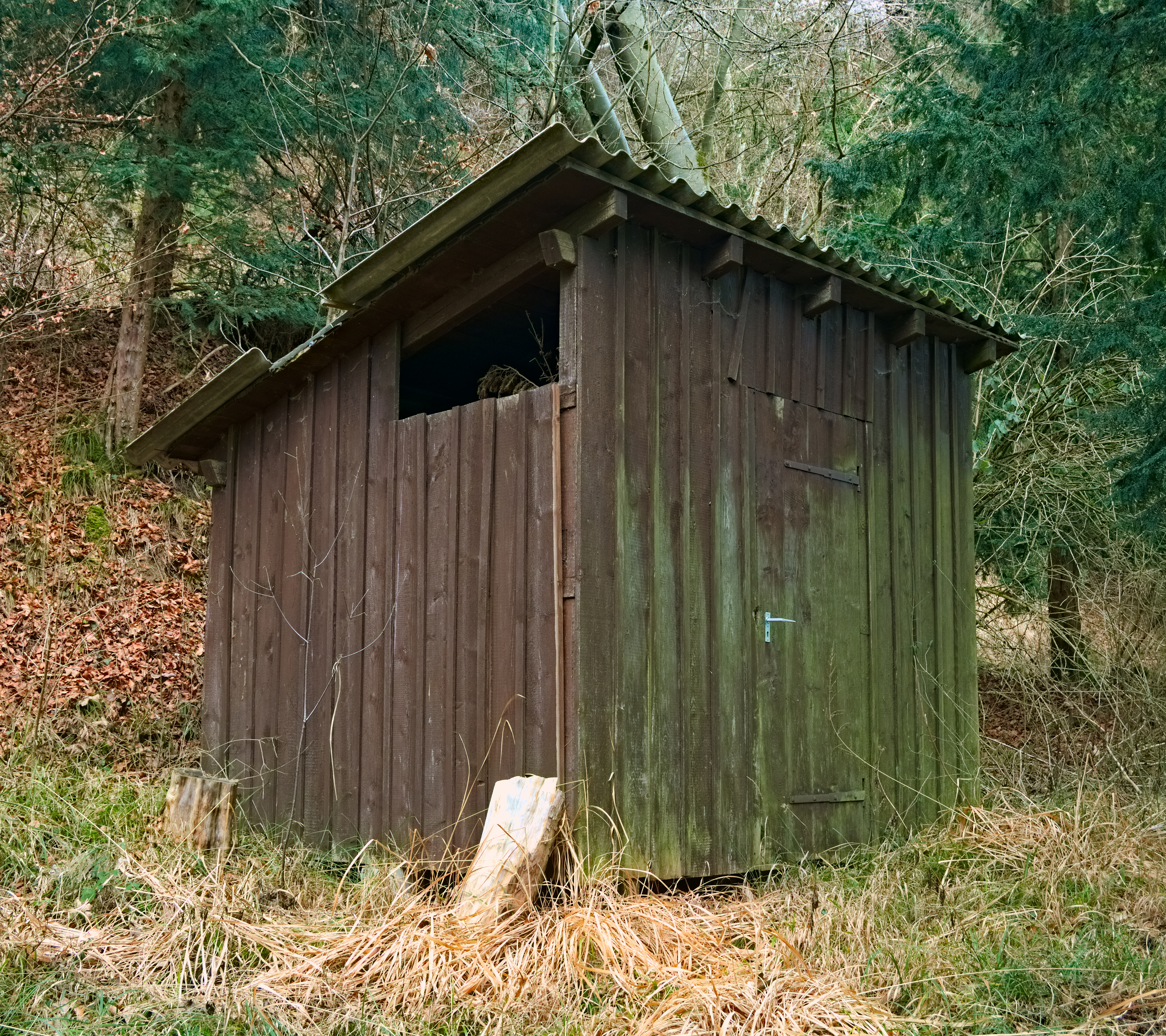
16. Eckperspektive. Alpenhütte.
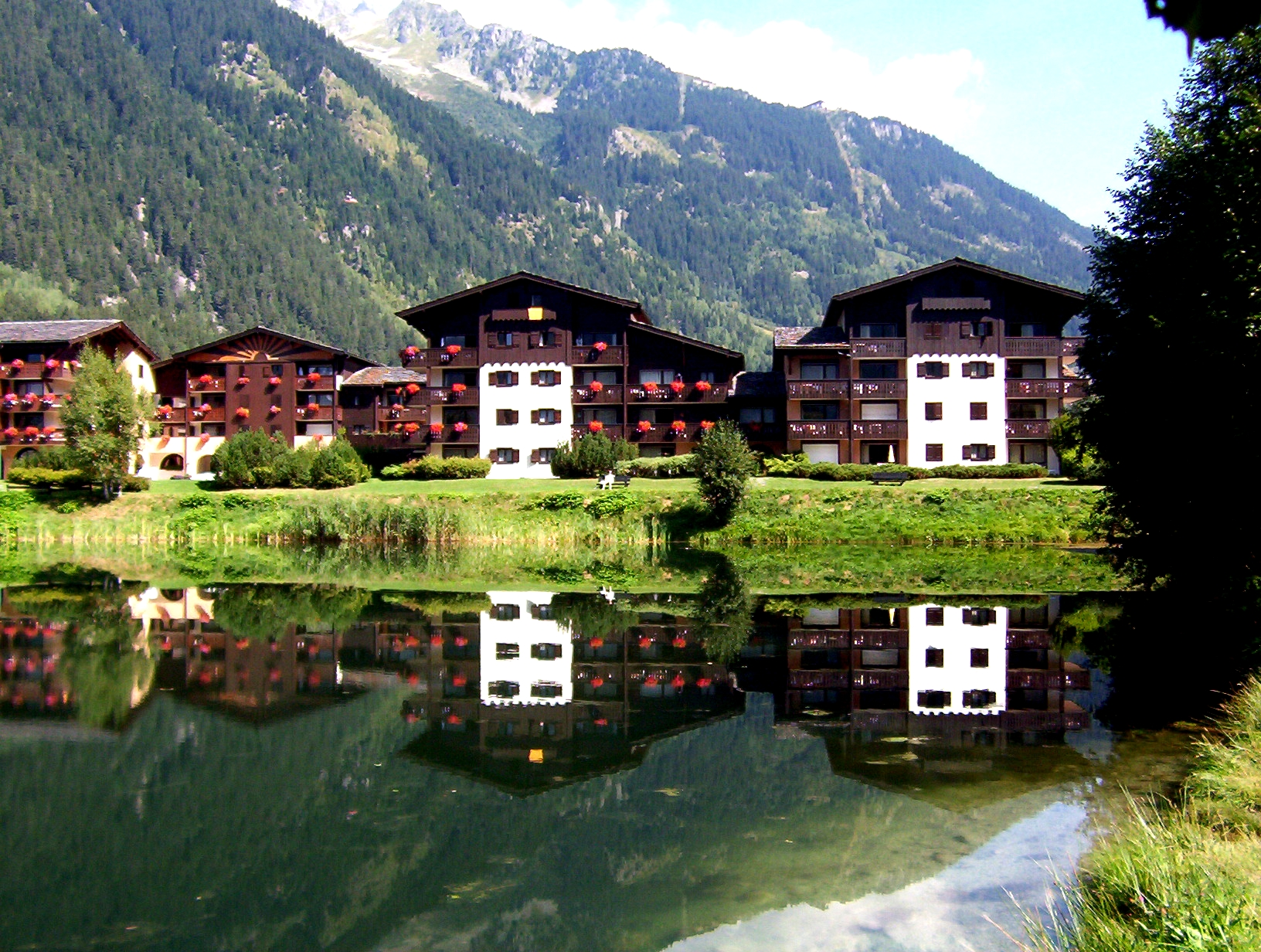
17. Normalperspektive auf Augenhöhe. Häuserreihe.
18. Vogelperspektive. Charles-de-Gaulle-Platz mit Triumphbogen in Paris.
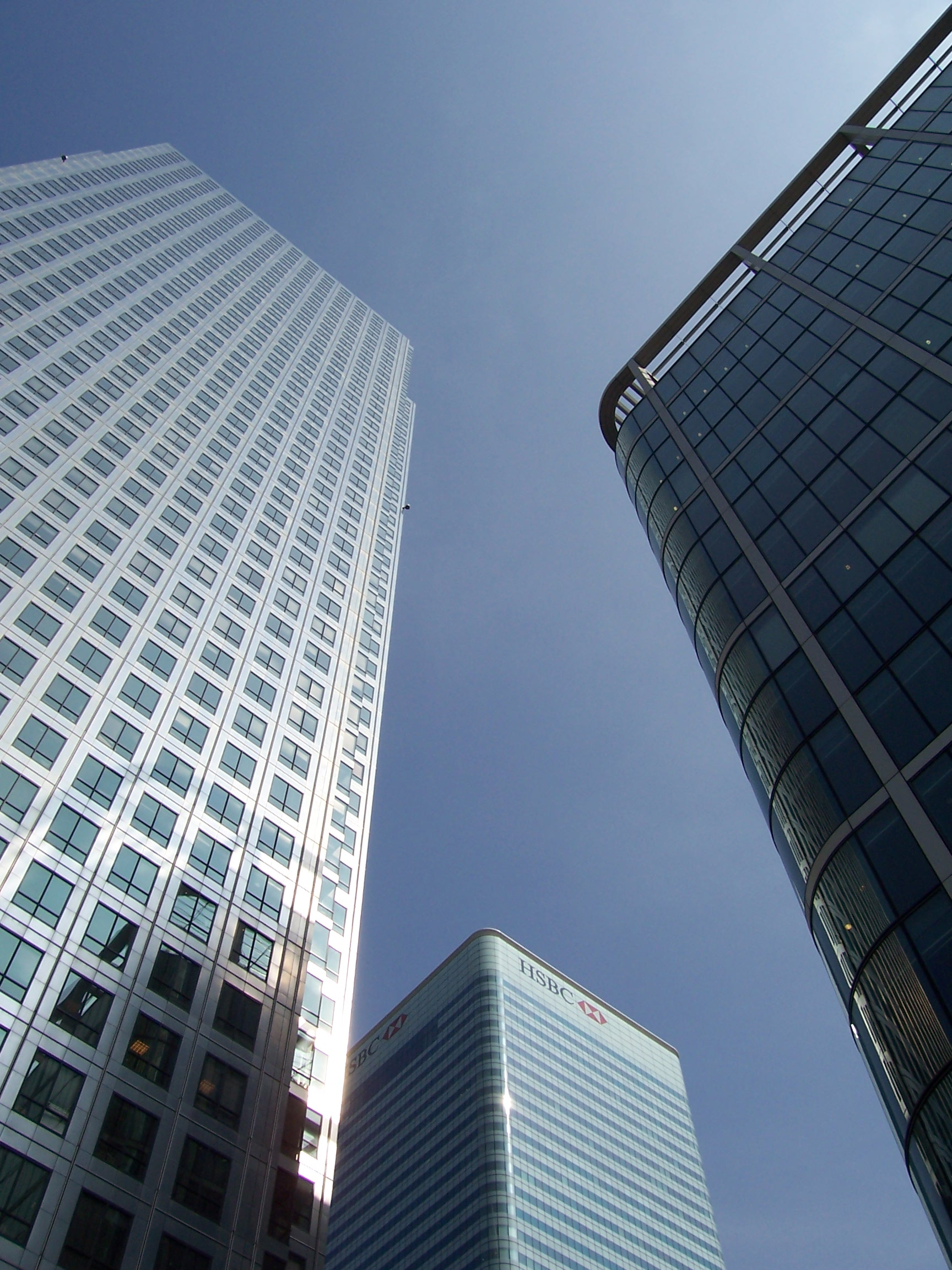
19. Froschperspektive
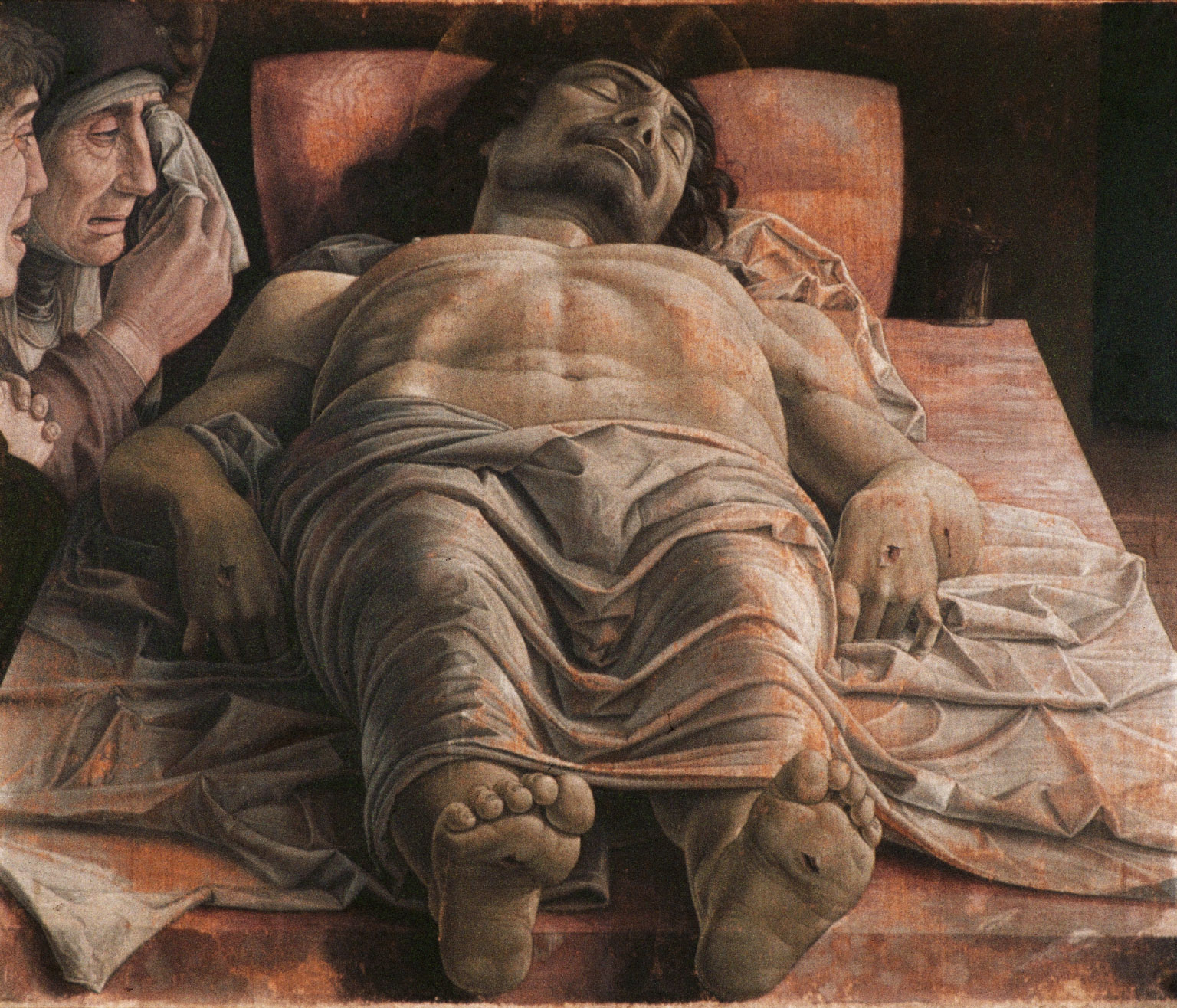
20. Perspektivische Verkürzung. Andrea Mantegna: Beweinung Christi, ca. 1490.
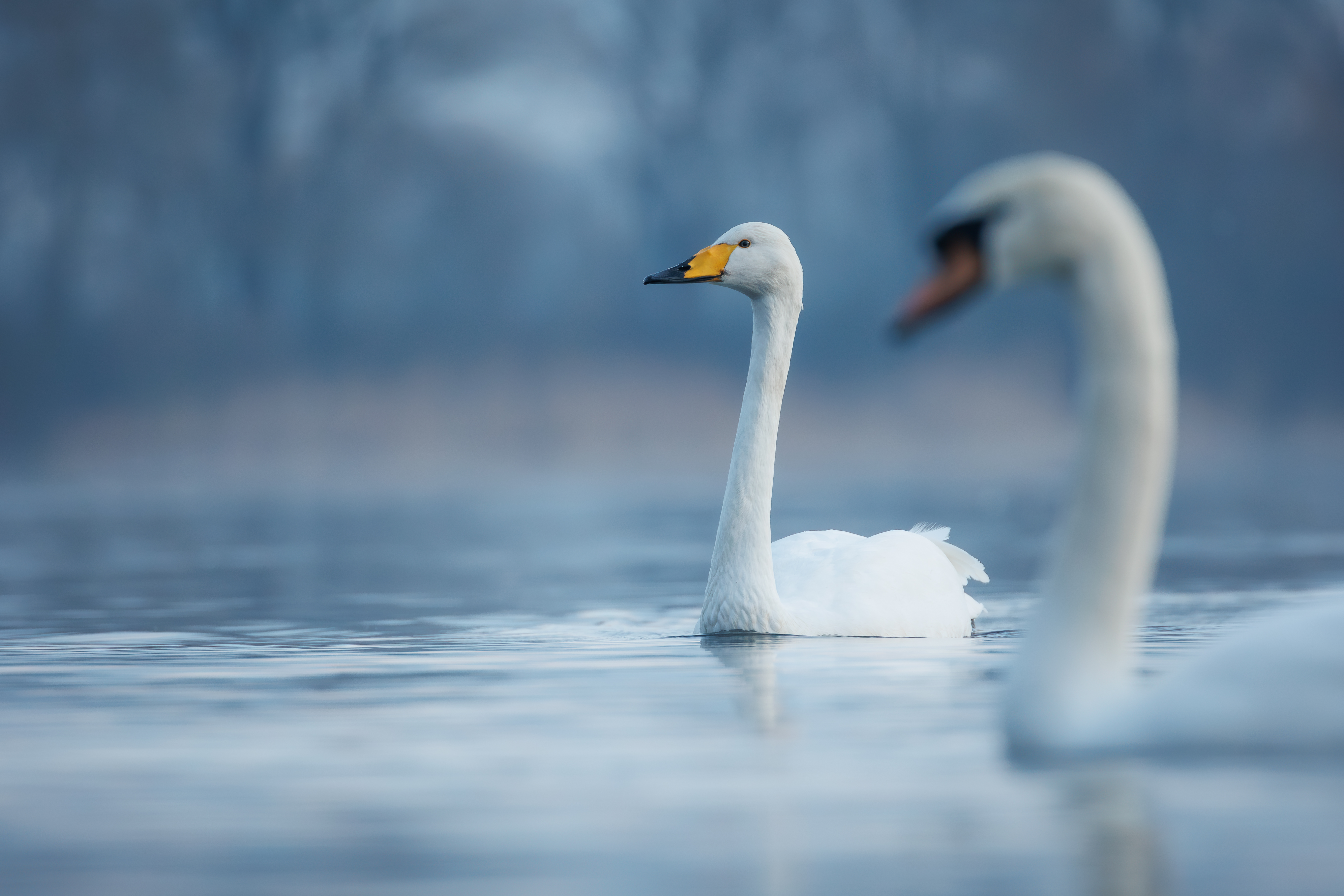
21. Schärfenperspektive. Nur der mittlere Bereich mit dem einen Schwan ist scharf abgebildet.
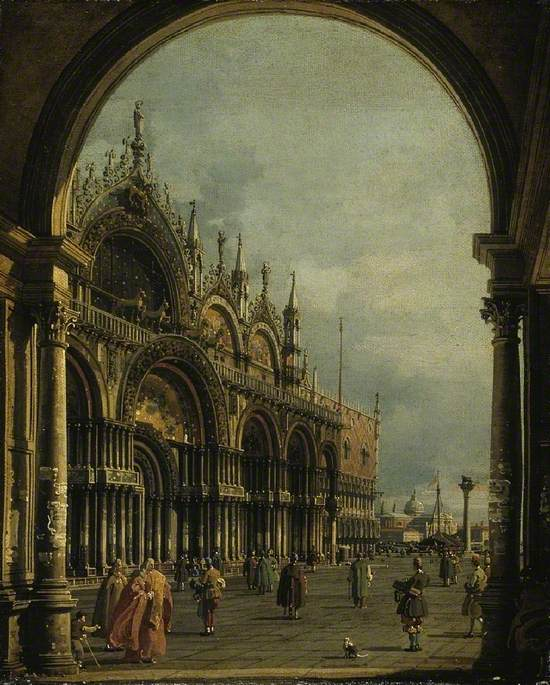
22. Repoussoir. Der Torbogen rahmt die Ansicht ein. Canaletto: San Marco, ca. 1756.
23. Fischaugenperspektive. Das Innere des Baptisteriums in Pisa.
24. Panoramaperspektive. Victoriafälle des Sambesi-Stromes zwischen Simbabwe und Sambia.
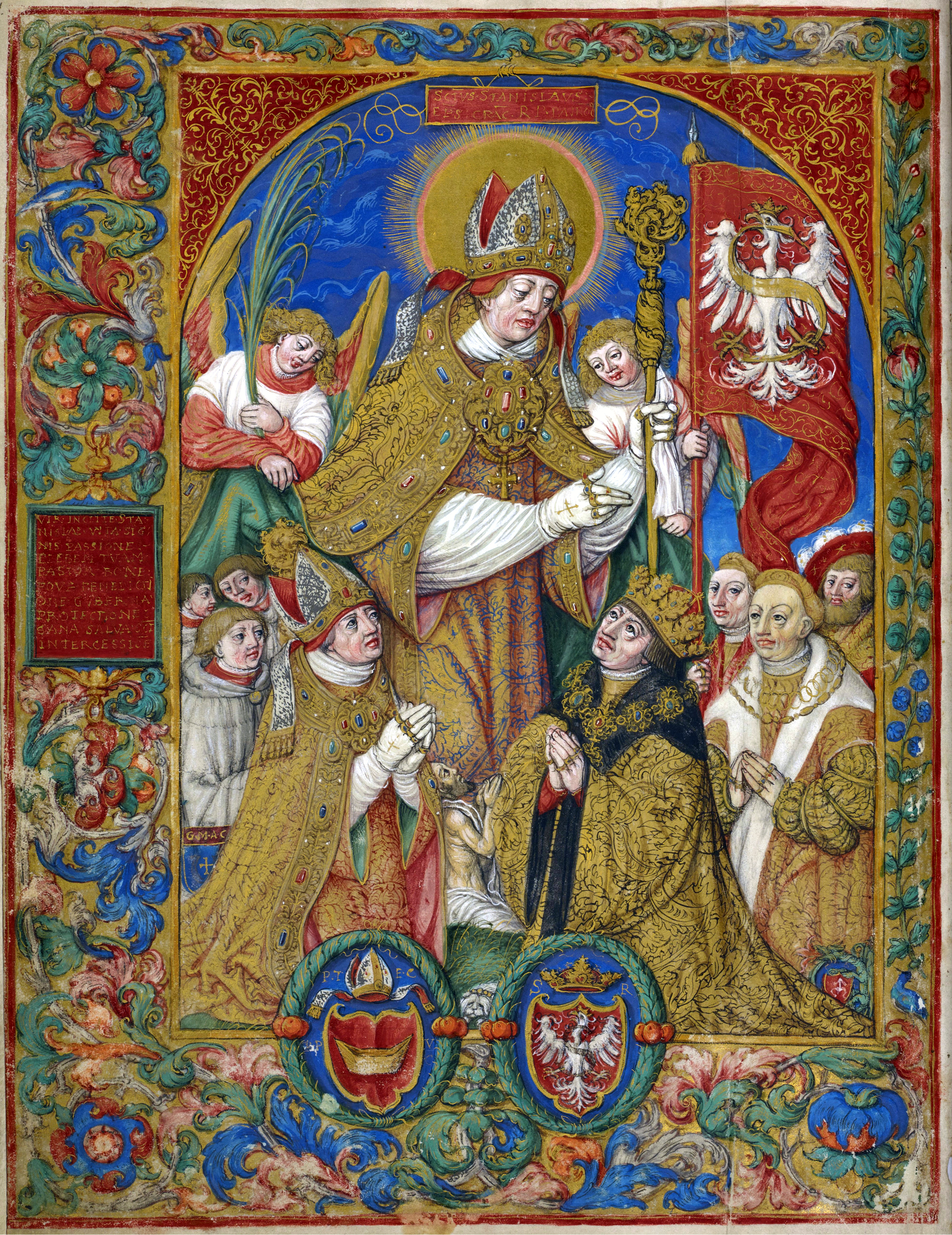
26. Bedeutungsperspektive. Der Heilige Stanislaus ist besonders groß und weit oben dargestellt.
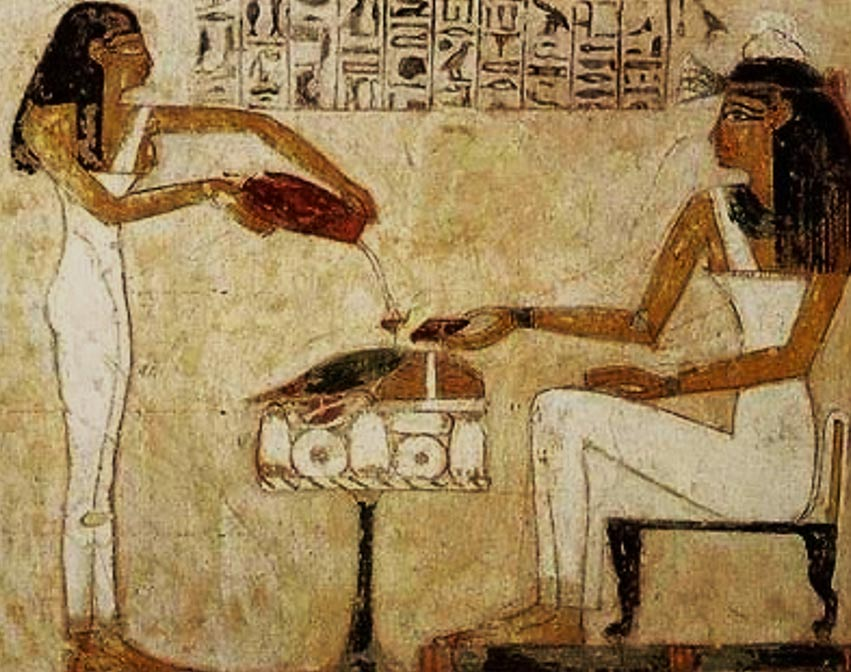
27. Verdrehte Perspektive. Ägyptische Wandmalerei.
28. Umgekehrte Perspektive. Fußunterlage und Kommode sind hinten breiter als vorne. Byzantinische Buchmalerei.
29a. Unmögliches Objekt. Wasserfall als Perpetuum Mobile (nach M. C. Escher).
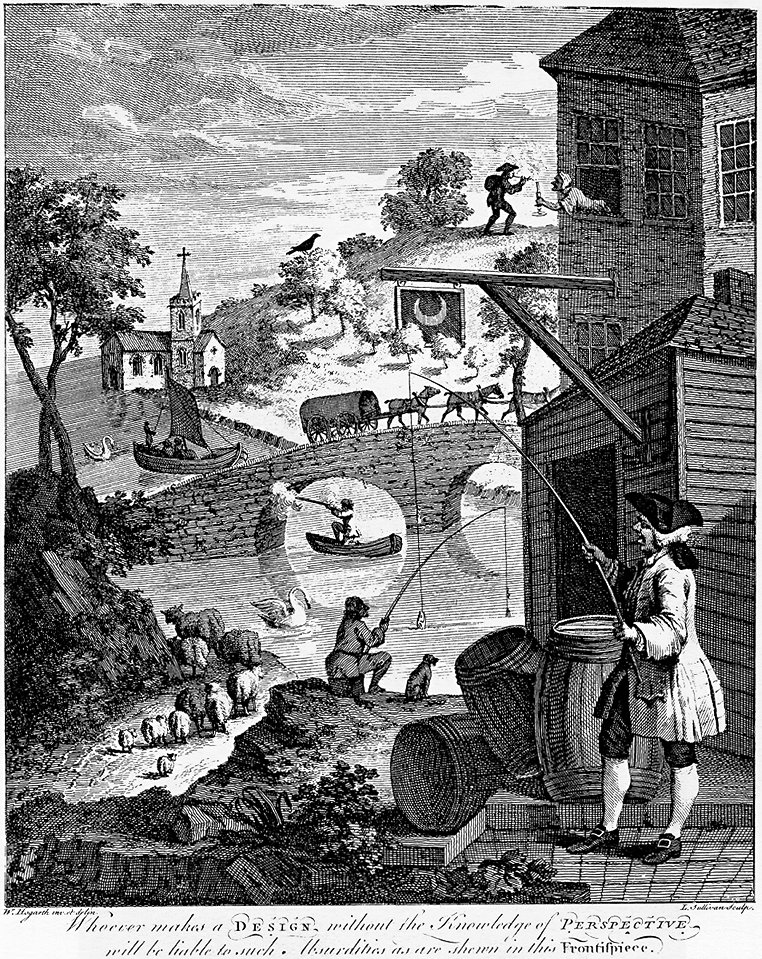
29b. Unmögliche Objekte. William Hogarths Bild The Importance of Knowing Perspective (1753) enthält absichtlich viele perspektivische Fehler.
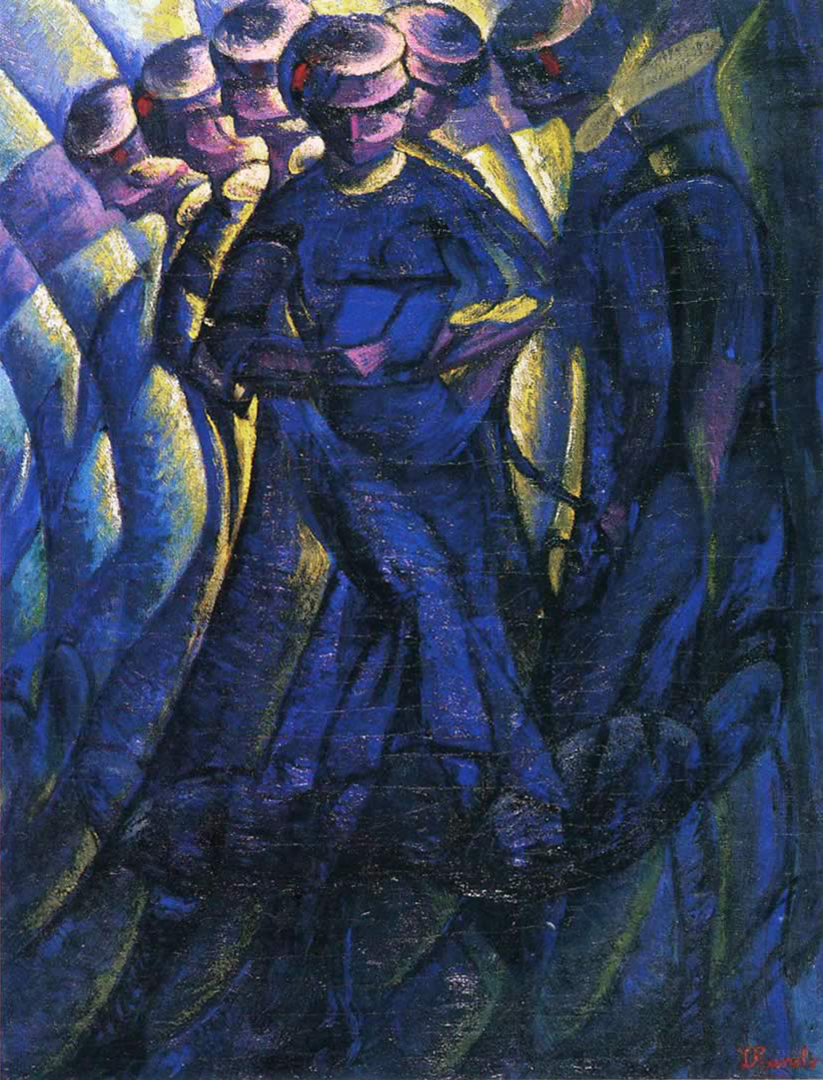
30. Multiperspektive. Luigi Russolo: Plastische Synthese der Bewegungen einer Frau, 1912.
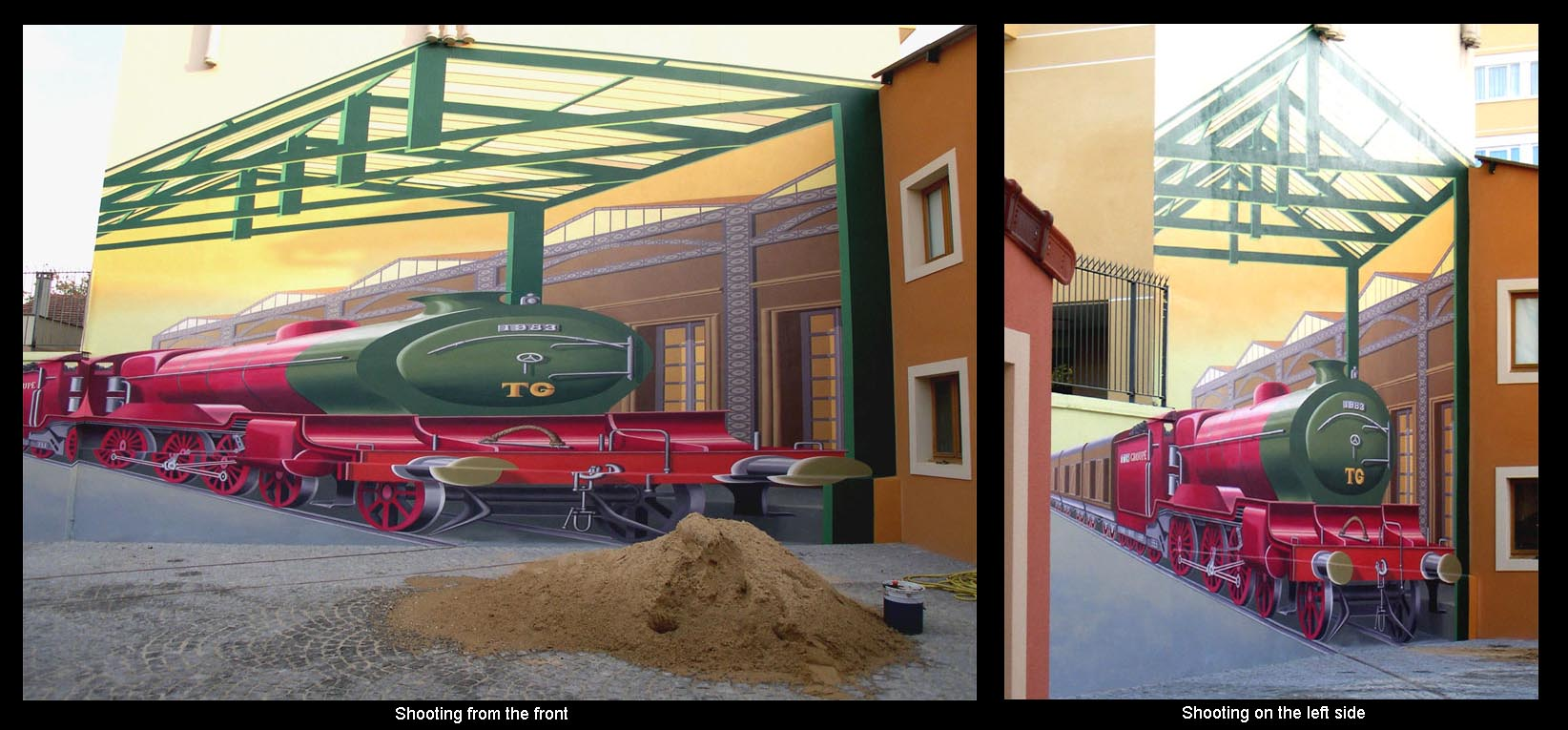
31. Anamorphose.
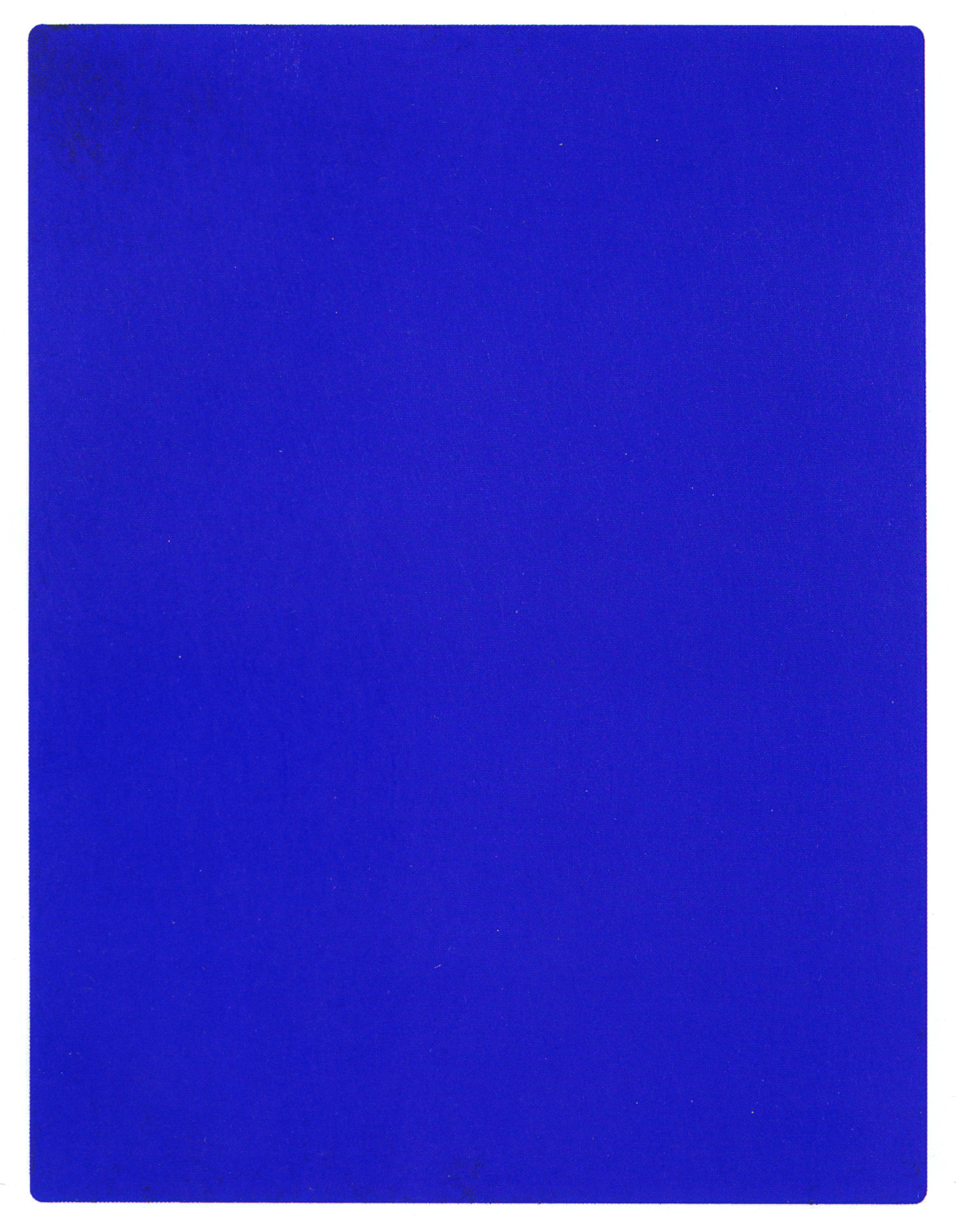
32. Flächigkeit. Yves Klein: IKB 191.